# Miejscowości w Polsce pozbawione praw miejskich

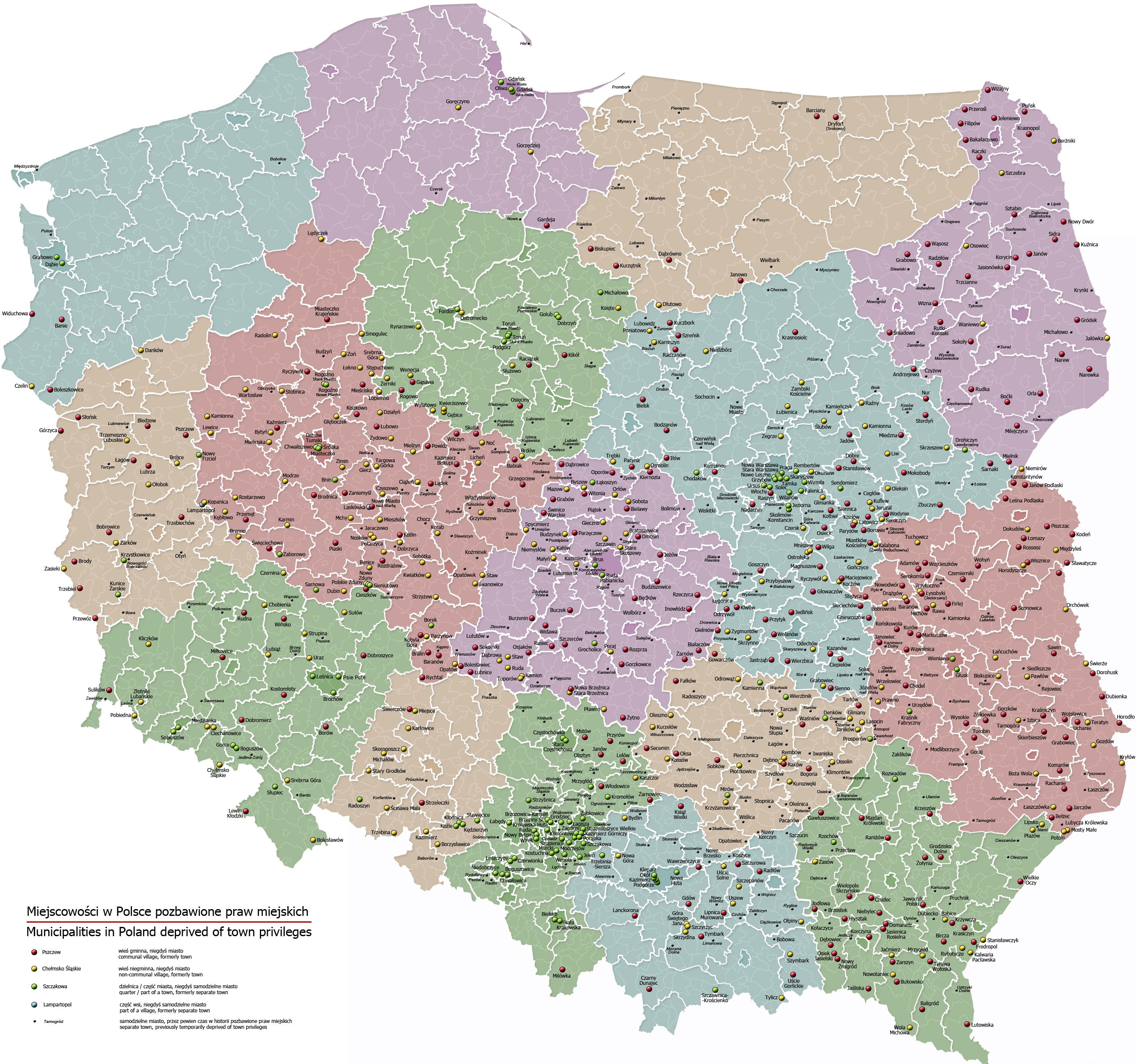
Mapa przedstawiająca miejscowości w Polsce pozbawione praw miejskich. Stan na rok 2022

W przeszłości wiele miast utraciło prawa miejskie. Przyczyny degradacji były różne, choć głównie ekonomiczne (osady były małe, a ludność pracowała najczęściej w rolnictwie), niekiedy polityczne (np. w czasach zaborów po stłumieniu powstania styczniowego).
Poniższa lista zawierać ma wszystkie zdegradowane miasta Polski. Miasta uszeregowane są według okresów historycznych, historycznych obszarów geograficznych (w tym zaborów), wreszcie według roku, w którym odebrano im status miasta.
W nawiasie podano rok, w którym miasto uzyskało prawa miejskie, ewentualnie dodatkowe informacje o statusie miasta oraz obecną przynależność administracyjną (województwo).
Wykaz wszystkich dawnych miast w porządku alfabetycznym znajduje się tutaj.

## III Rzeczpospolita (od 1989)

### 2002
27 października 2002
- Wesoła (1969; od 2002 dzielnica Warszawy; mazowieckie)[1]

## Polska Rzeczpospolita Ludowa (1944–1989)

### 1977
1 stycznia 1977
- Chodaków (1967; od 1977 dzielnica Sochaczewa; mazowieckie)[2]

1 lutego 1977
- Jeleń (1973; od 1977 dzielnica Jaworzna; śląskie)[3]
- Sławków (1286–1869 i od 1958; w latach 1977–1984 dzielnica Dąbrowy Górniczej; od 1984 znów samodzielne miasto; śląskie)[3]
- Wojkowice (1962; w latach 1977–1991 dzielnica Będzina, od 1992 znów samodzielne miasto; śląskie)[3]
- Ząbkowice (1962; od 1977 dzielnica Dąbrowy Górniczej; śląskie)[3]

1 sierpnia 1977
- Ursus (od 1952 jako Czechowice; w 1954 zmiana nazwy na Ursus; od 1977 dzielnica Warszawy; mazowieckie)[4]

### 1976
2 lipca 1976
- Cieplice Śląskie-Zdrój (1761, 1809, 1874 – lokacje chybione; 1935; od 1976 dzielnica Jeleniej Góry; dolnośląskie)[5]
- Sobieszów (1962; od 1976 dzielnica Jeleniej Góry; dolnośląskie)[5]

### 1975
27 maja 1975
- Bieruń Stary (1387–1743 jako Bieruń, 1865–1975 jako Bieruń Stary, w latach 1975–1991 dzielnica Tychów, od 1991 – jako Bieruń i o nowych granicach – znów samodzielne miasto; śląskie)[6]
- Boguszowice (1962; od 1975 dzielnica Rybnika; śląskie)[6]
- Brzeziny Śląskie (1951; od 1975 dzielnica Piekar Śląskich; śląskie)[7]
- Czerwionka (1962; w 1975 włączona do Leszczyn; w 1992 zmiana nazwy miasta na Czerwionkę-Leszczyny; śląskie)[7]
- Grodziec (1951; od 1975 dzielnica Będzina; śląskie)[6]
- Imielin (1967; w latach 1975–1977 dzielnica Tychów, 1977–1994 dzielnica Mysłowic, od 1995 znów samodzielne miasto; śląskie)[6]
- Kazimierz Górniczy (1967; od 1975 dzielnica Sosnowca; śląskie)[6]
- Klimontów (1967; od 1975 dzielnica Sosnowca; śląskie)[6]
- Kostuchna (1967; od 1975 dzielnica Katowic (wcześniej w obrębie Katowic w latach 1951–1954); śląskie)[6]
- Lędziny (1966; w latach 1975–1991 dzielnica Tychów, od 1991 znów samodzielne miasto; śląskie)[6]
- Miasteczko Śląskie (1561–XIX wiek – założone jako Georgenberg, ponownie prawa miejskie 1866–1945 i 1963–1975, w latach 1975–1994 dzielnica Tarnowskich Gór, od 1995 znów samodzielne miasto; śląskie)[7]
- Murcki (1967; od 1975 dzielnica Katowic; śląskie)[6]
- Niedobczyce (1954; od 1975 dzielnica Rybnika; śląskie)[6]
- Poręba (1973; w latach 1975–1982 dzielnica Zawiercia, od 1982 znów samodzielne miasto; śląskie)[6]
- Pszów (1954; w latach 1975–1994 dzielnica Wodzisławia Śląskiego, od 1995 znów samodzielne miasto; śląskie)[7]
- Radlin (1954; w latach 1975–1996 dzielnica Wodzisławia Śląskiego, od 1997 znów samodzielne miasto – oprócz Radlina II; śląskie)[7]
- Radzionków (1951; w latach 1975–1997 dzielnica Bytomia, od 1998 znów samodzielne miasto; śląskie)[6]
- Rydułtowy (1951; w latach 1975–1991 dzielnica Wodzisławia Śląskiego, od 1992 znów samodzielne miasto; śląskie)[6]
- Strzemieszyce Wielkie (1954; od 1975 dzielnica Dąbrowy Górniczej; śląskie)[6]
- Strzybnica (1967; od 1975 dzielnica Tarnowskich Gór; śląskie)[7]
- Wesoła (1962; od 1975 dzielnica Mysłowic; śląskie)[6]
- Zagórze (1967; od 1975 dzielnica Sosnowca; śląskie)[6]

1 października 1975
- Kraśnik Fabryczny (1954; od 1975 dzielnica Kraśnika; lubelskie)[8]

30 października 1975
- Kłodnica (Klodnitz; 1973; od 1975 dzielnica Kędzierzyna, przemianowanego w tym samym roku na Kędzierzyn-Koźle; opolskie)[9][10]
- Koźle (Cosel; 1289; od 1975 dzielnica Kędzierzyna, przemianowanego w tym samym roku na Kędzierzyn-Koźle; opolskie)[9][10]
- Sławięcice (Slawentzitz; 1246–1260, ponownie prawa miejskie 1973–1975; w 1975 połączone z Kędzierzynem, Koźlem i Kłodnicą w nowy ośrodek miejski Kędzierzyn-Koźle; opolskie)[9][10]

### 1973
1 stycznia 1973
- Brzozowice-Kamień (1962; od 1973 dzielnica Brzezin Śląskich, od 1975 dzielnica Piekar Śląskich; śląskie)[11]
- Chwałowice (Chwallowitz; 1967; od 1973 dzielnica Rybnika; śląskie)[12]
- Fordon (1382; od 1973 dzielnica Bydgoszczy; kujawsko-pomorskie)[12]
- Gorce (Rothenbach; 1962; w 1973 włączone do Boguszowa, które przemianowano na Boguszów-Gorce; dolnośląskie)[11]
- Kunice Żarskie (Kunzendorf; 1969; od 1973 dzielnica Żar; lubuskie)[11]
- Lędyczek (Landeck; 1310; wielkopolskie)[11]
- Łagisza (1969; od 1973 dzielnica Będzina; śląskie)[12]
- Miasteczko Krajeńskie (1474; od 2023 znów miasto; wielkopolskie)[11]
- Międzyzdroje (Misdroy; 1945; w latach 1973–1984 dzielnica Świnoujścia, od 1984 znów samodzielne miasto; zachodniopomorskie)[13]
- Porąbka (1967; w latach 1973–1975 dzielnica Kazimierza Górniczego, od 1975 dzielnica Sosnowca; śląskie)[11]
- Sarnowa (Sarne; 1407 jako Sarnowce; od 1973 dzielnica Rawicza; wielkopolskie)[11]
- Słupiec; (Schlegel; 1967, od 1973 dzielnica Nowej Rudy; dolnośląskie)[11]
- Sulmierzyce (1457; od 1973 znów miasto – prawa miejskie przywrócono po zaledwie 11 miesiącach; wielkopolskie)[11]

9 grudnia 1973
- Rozwadów (1693; 1784 – miasteczko (gmina miejska); od 1933 znów miasto; od 1973 dzielnica Stalowej Woli; podkarpackie)[14]

### 1972
1 stycznia 1972
- Boleszkowice (Fürstenfelde; 1337–XVII w. i 1808–1972; zachodniopomorskie)[15]

### 1969
1 stycznia 1969
- Jeziorna (1962; w 1969 połączona ze Skolimowem-Konstancinem w nowy ośrodek miejski Konstancin-Jeziorna; mazowieckie)[16]
- Skolimów-Konstancin (1952 przez połączenie Skolimowa z Konstancinem; w 1969 połączony z Jeziorną w nowy ośrodek miejski Konstancin-Jeziorna; mazowieckie)[16]

### 1964
31 grudnia 1964
- Łabędy (Laband; 1954; od 1964 dzielnica Gliwic; śląskie)[17]

### 1959
1 stycznia 1959
- Nowy Bytom (Friedenshütte; 1939, de facto 1947; razem z Rudą utworzył w 1959 Rudę Śląską; śląskie)[18]
- Ruda (Ruda in Oberschlesien; 1939, de facto 1947; razem z Nowym Bytomiem utworzyła w 1959 Rudę Śląską; śląskie)[18]

31 grudnia 1959
- Szopienice (Schoppinitz; 1947; od 1959 dzielnica Katowic; śląskie)[19]

### 1957
1 kwietnia 1957
- Rembertów (1939; od 1957 dzielnica Warszawy; mazowieckie)[20]

### 1956
20 marca 1956
- Szczakowa (1896-?, ponownie prawa miejskie od 1933; od 1956 dzielnica Jaworzna; śląskie)[21]

### 1954
1 kwietnia 1954
- Starosielce (1919; od 1954 dzielnica Białegostoku; podlaskie)[22]

### 1951
1 stycznia 1951
- Biała Krakowska (1723 jako Biała; w 1951 po połączeniu z Bielskiem utworzyła Bielsko-Białą; śląskie)[23]
- Biały Kamień (Weißstein; 1945, od 1951 dzielnica Wałbrzycha; dolnośląskie)[24][25]
- Bielsko (XIII wiek; w 1951 po połączeniu z Białą Krakowską utworzyło Bielsko-Białą; śląskie)[23]
- Brochów (Brockau; 1939, od 1951 osiedle Wrocławia; dolnośląskie)[24][25]
- Dąbrowa (Białostocka) (1775 jako Dąbrowa Grodzieńska – 1892 miasteczko; 1919–1950 i od 1965 znów miasto; podlaskie)[26]
- Kleszczele (1523 – 1892 miasteczko; 1919–1950 i od 1993 znów miasto; podlaskie)[26]
- Krynki (1569 – 1875 miasteczko; 1920–1950 i od 2009 znów miasto; podlaskie)[26]
- Sobięcin (Nieder Hermsdorf; 1945, od 1951 dzielnica Wałbrzycha (częściowo włączony do Boguszowa); dolnośląskie)[24][25]
- Sokoły (1827-1867 i od 1915; podlaskie)[26]
- Suchowola (1777; od 1997 znów miasto; podlaskie)[26]
- Tykocin (1425; od 1993 znów miasto; podlaskie)[26]

12 marca 1951
- Prusice (Prausnitz; 1287, od 2000 znów miasto; dolnośląskie)[27]

1 kwietnia 1951
- Wirek (Antonienhütte; 1949; w 1951 włączony do Nowego Bytomia, a w 1959 wraz z nim do Rudy Śląskiej; śląskie)[28]

15 maja 1951
- Dobrzyń nad Drwęcą (1789–1870 i od 1919; w 1951 połączony z Golubiem utworzył miasto Golub-Dobrzyń; kujawsko-pomorskie)[29]
- Golub (Gollub; ok. 1300; w 1951 połączony z Dobrzyniem utworzył miasto Golub-Dobrzyń; kujawsko-pomorskie)[29]
- Włochy (1939, od 1951 dzielnica Warszawy; mazowieckie)[30]

### 1948
Ziemie Odzyskane:
15 maja 1948
- Dąbie (Altdamm; 1249; w latach 1939–1945 w granicach Wielkiego Miasta Szczecin, w latach 1945–1948 samodzielne miasto, od 1948 dzielnica Szczecina; zachodniopomorskie)
- Dziwnów (Dievenow; 1945; 1958–1973 osiedle; od 2004 znów miasto; zachodniopomorskie)
- Podjuchy (Podejuch; 1945; od 1948 dzielnica Szczecina[31][32][33][34]; zachodniopomorskie)

Ziemie rdzenne:
- Zaniemyśl (1742–1934, ponownie prawa miejskie 1940–1948; od 2025 znów miasto; wielkopolskie)

### 1947
Ziemie Odzyskane:
- Brójce (Brätz; 1428; lubuskie)
- Górzyca (Göritz an der Oder; 1317–1326, 1375–1608 i 1808–1947; lubuskie)

### 1946
Ziemie Odzyskane:
1 sierpnia 1946
- Biskupiec (Bischofsburg; 1331; warmińsko-mazurskie)[35]
- Dąbrówno (Gilgenburg; 1326; warmińsko-mazurskie)[36]
- Kisielice (Freystadt; 1293, od 1986 znów miasto; warmińsko-mazurskie)[35]

12 lutego 1946
- Sępopol (pocz. Szepepel) (Schippenbeil; 1351, od 1973 znów miasto; warmińsko-mazurskie)[37]

brak daty
- Kamieniec Ząbkowicki (Kamenz; 1945; od 2021 znów miasto; dolnośląskie)
- Pasym (Passenheim; 1386; od 1997 znów miasto; warmińsko-mazurskie)

Ziemie rdzenne:
13 lutego 1946
- Ruda Pabianicka (1923; od 1946 dzielnica Łodzi; łódzkie)[38]

### 1945
Ziemie Odzyskane:
- Banie (Bahn; 1230; zachodniopomorskie)
- Barciany (Barten; 1628; warmińsko-mazurskie)
- Bardo (Wartha; ok. 1300; od 1969 znów miasto; dolnośląskie)
- Bledzew (Blesen; 1485 jako Bledzewo; lubuskie)
- Bobolice (Bublitz; 1340; od 1958 znów miasto; zachodniopomorskie)
- Bobrowice (Nowe Miasto) (Bobersberg; 1666–1742 i od 1809; lubuskie)
- Brody[39] (Pförten; 1454; od 2024 znów miasto; lubuskie)
- Brzeg Dolny (Dyhernfurth;1663–1736, 1854-1945; od 1954 znów miasto; dolnośląskie)
- Chełmsko Śląskie (Schömberg; 1289–XV w., 1580–1621; 1629–1945; dolnośląskie)
- Chobienia (Köben an der Oder; 1238; dolnośląskie)
- Czernina (Tschirnau; 1515 – lokacja chybiona; 1540 – lokacja chybiona; 1584; dolnośląskie)
- Czerwieńsk (Rothenburg an der Oder; 1690; od 1969 znów miasto; lubuskie)
- Dobromierz (Hohenfriedeberg; przed 1289; dolnośląskie)
- Dryfort (Drengfurt; 1405; w 1950 przemianowany na Srokowo; warmińsko-mazurskie)
- Frombork (Frauenburg; 1310; od 1959 znów miasto; warmińsko-mazurskie)
- Gardeja (Garnsee; 1334; pomorskie)
- Korfantów (Friedland; 1335–1742 i od 1867; od 1993 znów miasto; opolskie)
- Krzystkowice[39] (Krystkowice) (Christianstadt am Bober; 1659); w 1988 połączone z Nowogrodem Bobrzańskim w jedno miasto; lubuskie)
- Leśna (Marklissa; 1319; od 1962 znów miasto; dolnośląskie)
- Lewin Kłodzki (Lewin; 1401; dolnośląskie)
- Lubniewice (Königswalde; 1367 – ok. 1500, 1808–1945; od 1995 znów miasto; lubuskie)
- Lubrza (Liebenau; 1276–1615 i 1857–1945; lubuskie)
- Łęknica[39] (Lubanica) (1452 – jako prawobrzeżna część miasta Mużakowa; od 1969 samodzielne miasto; lubuskie)
- Melzak (Mehlsack; 1295; w 1947 przemianowany na Pieniężno; od 1973 znów miasto; warmińsko-mazurskie)
- Miedzianka (Górne Miasto) (Kupferberg; 1519; dolnośląskie)
- Miłakowo (Liebstadt; 1323; od 1998 znów miasto; warmińsko-mazurskie)
- Miłomłyn (Liebemühl; 1335; od 1998 znów miasto; warmińsko-mazurskie)
- Młynary (Mühlhausen; przed 1329, wznowione w 1338; od 1984 znów miasto; warmińsko-mazurskie)
- Nowogród Bobrzański (Naumburg am Bober; 1238; w 1988 połączone z Krzystkowicami w jedno miasto; lubuskie)
- Otyń (Deutsch Wartenberg; 1329; od 2018 znów miasto; lubuskie)
- Pilchowice (Pilhowitz; przed 1561; śląskie)
- Polkowice (Polkwitz; 1291; od 1967 znów miasto; dolnośląskie)
- Porajów (Großporitsch; 1275 – jako prawobrzeżna część miasta Żytawy; lubuskie)
- Przewóz[39] (Priebus; 1280; lubuskie)
- Przybrzeg[40] (Fürstenberg; 1256 jako prawobrzeżna część Fürstenberga; lubuskie)
- Pszczew (Betsche; 1288; lubuskie)
- Przemków (Primkenau; 1305; od 1959 znów miasto; dolnośląskie)
- Rudna (Raudten; przed 1339; dolnośląskie)
- Skorogoszcz (Schurgast; przed 1271; opolskie)
- Słońsk (Sonnenburg; 1808; lubuskie)
- Sośnicowice (Kieferstädtel; 1526-1742 i od 1853; od 1996 znów miasto; śląskie)
- Srebrna Góra (Silberberg; 1536; dolnośląskie)
- Strupina (Stroppen; przed 1253; dolnośląskie)
- Sulików (Schönberg; 1268; dolnośląskie)
- Sułów (Sulau; 1755; dolnośląskie)
- Świerzawa (Schönau an der Katzbach; 1295; do 1946 pod nazwą Szunów; od 1984 znów miasto; dolnośląskie)
- Torzym (Sternberg; ok. 1375, od 1994 znów miasto; lubuskie)
- Trzebiel[39] (pocz. Trąby) (Triebel; 1301; lubuskie)
- Uraz (Auras; przed 1288; dolnośląskie)
- Wąsosz (Herrnstadt; 1250; od 1984 znów miasto; dolnośląskie)
- Widuchowa (Fiddichow; 1283–1295 i 1347–1945; zachodniopomorskie)
- Wielbark (Willenberg; 1723; od 2019 znów miasto; warmińsko-mazurskie)
- Wińsko (Winzig; 1285; dolnośląskie)
- Wydminy (1945; warmińsko-mazurskie)
- Zalewo (Saalfeld; 1305; od 1987 znów miasto; warmińsko-mazurskie)
- Zasieki[39] (Barszcz, Barść, Berge; przed 1346 jako prawobrzeżna część Forst; lubuskie)
- Zawidów (Seidenberg; 1396; od 1969 znów miasto; dolnośląskie)

Ziemie rdzenne:
- Bełz (1377; w 1952 do ZSRR – od ? znów miasto; LW, Ukraina)
- Dubienka (1588; lubelskie)
- Janów Podlaski (1465–1870 i 1919–1945; od 2026 znów miasto; lubelskie)
- Uhnów (1462; 1784 – miasteczko (gmina miejska); od 1933 znów miasto; w 1952 do ZSRR; LW, Ukraina)
- Ustrzyki Dolne (1727; 1784 – miasteczko (gmina miejska); 1933–1945 i od 1952 znów miasto[41]; podkarpackie)

1 grudnia 1945
- Miasteczko Śląskie (Georgenberg; 1561 – XIX wiek, 1866–1945 i 1963–1975; 1975–1994 dzielnica Tarnowskich Gór; śląskie)[42]

## Tereny okupowane przez III Rzeszę Niemiecką i ZSRR (1939–1945)

### 1941
1 lipca 1941
- Biała Krakowska (niem. Biala, została podzielona na część śródmiejską, przyłączoną do Bielska (niem. Bielitz) i nowo utworzoną gminę Lipnik (niem. Kunzendorf); następcą prawnym Białej zostało Bielsko[43]; podział obowiązywał do 12 lutego 1945[44]); (1723 jako Biała; w 1951 po połączeniu z Bielskiem utworzyła Bielsko-Białą; śląskie)[23]

## II Rzeczpospolita (1918–1939)

### 1939
1 kwietnia 1939
- Starachowice-Wierzbnik (1939, miasto utworzone w 1939 z Wierzbnika (prawa miejskie 1624–1870 i 1916–1939), osady Starachowice i wsi Starachowice pod nazwą Starachowice-Wierzbnik, w 1952 przemianowane na Starachowice; świętokrzyskie)

1 lutego 1939
- Michałkowice (1909–1939; w październiku 1938 wraz z czechosłowackim Zaolziem przyłączone do Polski i 1 lutego 1939 włączone do wiejskiej gminy Rychwałd w powiecie frysztackim, co było równoważne z pozbawieniem ich praw miejskich[45], przy czym chodziło tu jedynie o niewielką część gminy z nieużytkami[46]; 1 lipca 1941 włączone do Ostrawy Morawskiej w ramach realizacji projektu t.zw. Wielkiej Ostrawy; obecnie w Czechach)
- Śląska Ostrawa (1879–1920 miasteczko, 1920–1939 miasto; w październiku 1938 wraz z czechosłowackim Zaolziem przyłączona do Polski i 1 lutego 1939 włączona do wiejskiej gminy Pietwałd w powiecie frysztackim, co było równoważne z pozbawieniem jej praw miejskich[45], przy czym chodziło tu jedynie o niewielką część gminy z nieużytkami[46];1 lipca 1941 włączona do Ostrawy Morawskiej w ramach realizacji projektu tzw. Wielkiej Ostrawy; obecnie w Czechach)

### 1938
1 kwietnia 1938
- Podgórz[47] (1611–1876 i od 1924; od 1938 dzielnica Torunia; kujawsko-pomorskie)

### 1933/1934
Reforma miejska w województwach południowych
Przemiany administracyjne w kategorii miast w latach 1933–1934 w województwach południowych wymagają szczególnego omówienia.
Określenie miasto w latach międzywojennych na terenie Galicji i Kresów Wschodnich nie było jednoznaczne. Mogło odnosić się wyłącznie do charakteru prawnego miejscowości (a więc typu jednostki administracyjnej), co nie znaczyło automatycznie że „miasto administracyjne” faktycznie posiadało prawa miejskie. Mimo że większość miast prawnych prawa miejskie posiadała, wiele z nich miało zaledwie prawa miasteczka a niektóre miasta (np. Krynica, Krzeszowice, Szczakowa i Zakopane) były wręcz wsiami. W wyniku reformy administracyjnej przeprowadzonej przez władze austriackie na obszarze Królestwa Galicji i Lodomerii z Wielkim Księstwem Krakowskim po I rozbiorze Polski (1784), miasta prawne (gminy miejskie) na terenie międzywojennej Galicji (województwa: krakowskie, lwowskie, stanisławowskie i tarnopolskie) należały do trzech kategorii:
- miasta o własnym statucie – o kategorii tej należały tylko Lwów[49] i Kraków[50]
- miasta rządzące się ustawą z 13 marca 1889 roku[51] – miasta należące do tej kategorii posiadały wszystkie przywileje miast (prawa miejskie) z wyjątkiem miasteczka Buczacz
- miasta rządzące się ustawą z 3 lipca 1896 roku[52] – miasta należące do tej największej kategorii posiadały najczęściej przywileje: a) miasteczek, rzadziej b) miast a czasem wyjątkowo (7 miejscowości) niektóre były c) wsiami

13 lipca 1933 roku weszła w życie ustawa o częściowej zmianie ustroju samorządu terytorialnego, stanowiąca znoszenie miast o liczbie mieszkańców niższej niż 3000 w drodze rozporządzeń Rady Ministrów, a większych miast w drodze ustawodawczej. Ustawa z 3 lipca 1896 roku przestała obowiązywać w ciągu roku od wejścia w życie ustawy (czyli do lipca 1934) przez co 40 miast i 67 miasteczek rządzących się ustawą z 1896 roku i liczących powyżej 3000 mieszkańców zostało automatycznie podniesionych do rangi miast objętych ustawą z 1889 roku. Równocześnie 31 gmin miejskich będących miastami lub miasteczkami rządzącymi się ustawą z 1896 roku i liczących w 1933 roku mniej niż 3000 mieszkańców, a także 8 (9) gmin miejskich będących wsiami (niezależnie od liczby ludności) zostałyby według nowego prawa przekształcone w gminy wiejskie. Jednakże indywidualnymi rozporządzeniami za miasta uznano 20 mniejszych miast oraz wszystkie wsie stanowiące gminy miejskie. Równocześnie do rzędu miast podniesiono także trzy dotychczasowe gminy wiejskie.
W następstwie powyższych zmian na mocy ustawy z 1933 łącznie 12 gmin miejskich (w tym 4 miasta, 7 miasteczek i jedna wieś) oraz 14 gmin wiejskich z prawami miejskimi utraciło automatycznie status miast (w dwojaki sposób – administracyjnie i historycznie):
1 sierpnia 1934
– 12 gmin miejskich (4 na prawach miast, 7 na prawach miasteczek i 1 na prawach wsi)
- Brzostek (1367; od 2009 znów miasto; podkarpackie)
- Ciężkowice (1348; 1855 – miasteczko; 1868 – miasto; 1879 – miasteczko; 1896 – miasto; od 2000 znów miasto; małopolskie)
- Czarny Dunajec (1879 – miasteczko; 1896 – wieś; od 2023 znów miasto; małopolskie)
- Jagielnica (1518; 1784 – miasteczko; TP, Ukraina)
- Jazłowiec (1519; 1880 – wieś; 1900 – miasto; TP, Ukraina)
- Lanckorona (1366; 1889 – miasteczko; małopolskie)
- Niżankowice (1431; 1784 – miasteczko; LW, Ukraina)
- Stara Sól (1557; LW, Ukraina)
- Ulanów (1616; 1784–1905 – miasteczko, 1905–1934 – miasteczko (gmina miejska); od 1958 znów miasto; podkarpackie)
- Uście Solne (1360; 1818 – miasteczko; małopolskie)
- Wiśnicz Nowy (1616; 1818 – miasteczko; od 1994 znów miasto; małopolskie)
- Wojnicz (1369; 1868 – miasteczko; 1880 – miasto; przed 1921 – miasteczko; od 2007 znów miasto; małopolskie)

– 14 gmin wiejskich na prawach miejskich (status gmin miejskich utracony jak poniżej)
- Bircza (1464; 1784 – miasteczko; 1868 – miasto; od 2024 znów miasto; podkarpackie)
- Bukowsko (1720; 1784 – miasteczko; 1868 – miasto; 1879 – miasteczko; 1900 – miasto; podkarpackie)
- Dubiecko (1407; 1879 – miasteczko; 1900 – miasto; od 2021 znów miasto; podkarpackie)
- Dynów (1436; 1879 – miasteczko; 1900 – miasto; od 1946 znów miasto; podkarpackie)
- Jaćmierz (1437; 1784 – miasteczko; 1868 – miasto; 1879 – miasteczko; 1900 – miasto; podkarpackie)
- Jaśliska (1366; 1879 – miasteczko; 1900 – miasto; podkarpackie)
- Jezierzany (?; 1818 – miasteczko; 1878 – miasto; 1880 – miasteczko; 1900 – miasto; TP, Ukraina)
- Mrzygłód (1431; 1784 – miasteczko; 1869 – miasto; 1879 – miasteczko; 1900 – miasto; podkarpackie)
- Nowe Miasto (Przemyskie) (1463; 1880 – miasteczko; 1900 – miasto; LW, Ukraina)
- Nowotaniec (1444; 1784 – miasteczko; 1868 – miasto; 1879 – miasteczko; 1900 – miasto; podkarpackie)
- Osiek Jasielski (1363; 1794 – miasteczko; 1868 – miasto; 1878 – miasteczko; 1900 – miasto; podkarpackie)
- Rybotycze (1494; 1784 – miasteczko; 1818 – miasto; 1879 – miasteczko; 1900 – miasto; podkarpackie)
- Sołotwina (?; 1880 – miasteczko; 1900 – miasto; IF, Ukraina)
- Zarszyn (1395; 1784 – miasteczko; 1878 – miasto; 1880 – wieś; 1900 – miasto; podkarpackie)

Również Mielnica Podolska należała do tej grupy miast, której jednak formalnie nadano status gminy miejskiej z dniem 1 kwietnia 1934.
Równocześnie na mocy ustawy o częściowej zmianie ustroju samorządu terytorialnego (Dz.U. z 1933 r. nr 35, poz. 294), uwzględniającej miasta i gminy (z gromadami) jako jednostki podziału administracyjnego kraju, pojęcie miasteczka utraciło swoją administracyjno-historyczną odrębność. Łącznie 136 gmin wiejskich na prawach miasteczek (w tym 63 w granicach obecnej Polski) utraciło formalnie ten status w związku z reformą 1933/34.
– 136 gmin wiejskich na prawach miasteczek
(status gmin miejskich utracony jak poniżej)
- Alwernia (1778–1784 i od 1808; 1855 – miasteczko; 1868 – wieś targowa; 1879 – miasteczko; od 1993 znów miasto;małopolskie)
- Babice nad Sanem (1484; 1784 – miasteczko; podkarpackie)
- Baligród (1634; 1784 – miasteczko; podkarpackie)
- Białobożnica (27 lipca 1906[62] miasteczko; TP, Ukraina)
- Biały Kamień (1493; 1784 – miasteczko; LW, Ukraina)
- Bilcze (Złote) (1896 miasteczko; TP, Ukraina)
- Bobowa (1399; 1784 – miasteczko; 1818 – miasto; 1868 – miasteczko; od 2009 znów miasto[63]; małopolskie)
- Brzozdowce (1526; 1818 – miasteczko; LW, Ukraina)
- Bukaczowce (1489; 1784 – miasteczko; od 19?? osiedle; IF, Ukraina)
- Chocimierz (1444; 1784 – miasteczko; IF, Ukraina)
- Chołojów pocz. (ok. 1650 jako Choło; 1784 – miasteczko; od 1946 Wuzłowe; LW, Ukraina)
- Czchów (1355; 1818 – miasteczko; 1879 – miasto; 1896 – miasteczko; od 2000 znów miasto; małopolskie)
- Czernelica (ok. 1575; 1784 – miasteczko; od 1940 osiedle; IF, Ukraina)
- Czudec (1427; 1784 – miasteczko; podkarpackie)
- Dębowiec (1349 jako Dębowy Dział; 1784 – miasteczko; podkarpackie)
- Dobrotwór (1472; 1784 – miasteczko; 1879 – miasto; 1896 – miasteczko; od 1959 osiedle; LW, Ukraina)
- Dunajów (1424; 1784 – miasteczko; LW, Ukraina)
- Dźwinogród (1784 miasteczko; 1808>> wieś; 1855 – miasteczko; 1879 – wieś; 1896 – miasteczko; 1910 – wieś; przed 1921 – miasteczko; TP, Ukraina)
- Felsztyn (1380; 1855 – miasteczko; 1879 – miasto; 1896 – miasteczko; od 1945 Skeliwka; LW, Ukraina)
- Firlejów (1570 jako Maciejów; 1784 – miasteczko; 1808 – wieś; 1855 – miasteczko; od 1948 Lipówka; IF, Ukraina)
- Fredropol (1720; 1784 – miasteczko; 1879 – wieś; 1896 – miasteczko; podkarpackie)
- Frysztak (1366 jako Wisłok; 1784 – miasteczko; 1855 – miasto; 1868 – miasteczko; podkarpackie)
- Gołogóry (1469; 1784 – miasteczko; LW, Ukraina)
- Gródek (1784 – miasteczko; TP, Ukraina)
- Gwoździec (1540; 1784 – miasteczko; od 1940 osiedle; IF, Ukraina)
- Hussaków (1525; 1784 – miasteczko; LW, Ukraina)
- Jabłonów (1602; 1784 – miasteczko; od 19?? osiedle; IF, Ukraina)
- Janów (?; 1784 – miasteczko; 1940-60 Janów Trebowelski; od 1960 Dołyna; TP, Ukraina)
- Jasienica Rosielna (1727 – uchybiona; 1857 miasteczko; podkarpackie)
- Jawornik Polski (1472; 1784 – miasteczko; od 2024 znów miasto; podkarpackie)
- Jaworzno (1879–1896 miasteczko; 1921 – wieś; 1921–1933 – miasteczko; od 1933 miasto; śląskie)
- Jedlicze (1768; 1784 – miasteczko; 1879 – wieś; 1896 – miasteczko; 1959–1966 osiedle; od 1967 znów miasto; podkarpackie)
- Jezierna (1542; 1784 – miasteczko; TP, Ukraina)
- Jezupol (1591 jako Czeszybiesy; 1784 – miasteczko; od 1940 osiedle; 1940–2003 pod nazwą Żowteń; IF, Ukraina)
- Jodłowa (1765; 1784 – miasteczko; podkarpackie)
- Kamionka Wielka (1784 miasteczko; 1879 – wieś; 1896 – miasteczko; 1910 – wieś; przed 1921 – miasteczko; IF, Ukraina)
- Knihynicze (1563; 1784 – miasteczko; IF, Ukraina)
- Kołaczyce (1358; 1784 – miasteczko; 1855 – miasto; 1868 – miasteczko; od 2010 znów miasto; województwo podkarpackie)
- Konkolniki (1880 miasteczko; LW, Ukraina)
- Korczyna (1516, lokacja niepewna; 1784 wieś; 1857 – wieś targowa; 1879 – miasteczko) podkarpackie)
- Kozłów (1577–1784; 1855 – wieś targowa; 1879 – miasteczko; 1896 – wieś; 1910 – miasteczko; od 1961 osiedle; TP, Ukraina)
- Krasiczyn (1620; 1784 – miasteczko; 1879 – wieś; 1896 – miasteczko; podkarpackie)
- Krościenko (1348 jako Crosno; 1784 – miasteczko; w latach 1973–1982 część miasta Szczawnica-Krościenko, od 1982 samodzielna wieś gminna, obecnie pod nazwą Krościenko nad Dunajcem; małopolskie)
- Krukienice (1490; 1784 – miasteczko; LW, Ukraina)
- Krystynopol (1695; 1784 – miasteczko; 1879 – miasto; 1896 – miasteczko; od 1951 znów miasto pod nazwą Czerwonogród; LW, Ukraina) – do 1951 w Polsce
- Krzywcza (1398; 1784 – miasteczko; podkarpackie)
- Krzywcze Górne (?; 1784 – miasteczko; 1879 – miasto; 1896 – miasteczko; TP, Ukraina)
- Kudryńce (1518; 1784 – miasteczko; 1879 – wieś; 1896 – miasteczko; TP, Ukraina)
- Kukizów (1538; 1784 – miasteczko; LW, Ukraina)
- Kułaczkowce (?; 1784 – miasteczko; IF, Ukraina)
- Laszki Murowane (1560; 1784 – miasteczko; 1879 – wieś; 1896 – miasteczko; 1910 – wieś; przed 1921 – miasteczko; LW, Ukraina)
- Leszniów (1471?; 1784 – miasteczko; LW, Ukraina)
- Lipnica Murowana (1326; 1818 – miasteczko; małopolskie)
- Lipsko (1620; 1784 – miasteczko; podkarpackie)
- Lubycza Królewska (1764; 1784 – miasteczko; od 2016 znów miasto; lubelskie)
- Lutowiska (1742; 1784 – miasteczko; podkarpackie)
- Łysiec (1652 jako Moczara; 1784 – miasteczko; 1879 – miasto; 1896 – miasteczko; od 19?? osiedle; IF, Ukraina)
- Magierów (1595; 1784 – miasteczko; od 1940 osiedle; LW, Ukraina)
- Majdan Królewski (1763-1784; 1868 – miasteczko; podkarpackie)
- Marjampol (ok. 1670; przed 1921 – miasteczko; 1940-2004 Marynopol; IF, Ukraina)
- Markopol (1628; 1784 – miasteczko; 1879 – wieś; 1896 – miasteczko; LW, Ukraina)
- Milówka (1818 miasteczko; 1879 – wieś; 1896 – miasteczko; śląskie)
- Narajów (1592; 1818 – miasteczko; TP, Ukraina)
- Narol (1672 jako Florianów; 1784 – miasteczko; 1879 – miasto; 1896 – miasteczko; od 1996 znów miasto; podkarpackie)
- Nawaria (1578; 1784 – miasteczko; LW, Ukraina)
- Niebylec (1581–1784; 1855 miasteczko; podkarpackie)
- Niżniów (1508; 1784 – miasteczko; IF, Ukraina)
- Obertyn (1449; 1784 – miasteczko; od 19?? osiedle; IF, Ukraina)
- Oleszyce (1578; 1784 – miasteczko; 1879 – miasto; 1896 – miasteczko; od 1989 znów miasto; podkarpackie)
- Pistyń (1756; 1784 – miasteczko; IF, Ukraina)
- Płazów (1614; 1784 – miasteczko; podkarpackie)
- Podgrodzie (?; 1784 – miasteczko; 1808 – wieś; 1855 – miasteczko; IF, Ukraina)
- Podkamień (Cetnerowski) (1441; 1784 – miasteczko; od 1940 osiedle; LW, Ukraina)
- Podkamień (Jabłonowski) (1515; 1818 – miasteczko; IF, Ukraina)
- Potok Złoty (1601; 1784 – miasteczko; od 1984 osiedle; TP, Ukraina)
- Potylicz (1498; 1784 – miasteczko; LW, Ukraina)
- Probużna (1565; 1785 – miasteczko; TP, Ukraina)
- Pruchnik (1436; 1784 – miasteczko; od 2011 znów miasto; podkarpackie)
- Przecław (1419; 1784 – miasteczko; od 2010 znów miasto; podkarpackie)
- Radomyśl nad Sanem (1556; 1784 – miasteczko; podkarpackie)
- Ryglice (1760, lokacja uchybiona; 1843 – miasteczko; od 2001 znów miasto; małopolskie)
- Rzochów (1386; 1784 – miasteczko; od 1985 dzielnica Mielca; podkarpackie)
- Sokołów (1879 – miasteczko; 1896 – wieś; przed 1921 – miasteczko/w; LW, Ukraina) – miejscowość zanikła
- Sokołówka (1685; 1784 – miasteczko; LW, Ukraina)
- Stanisławczyk (1784 – miasteczko; LW, Ukraina)
- Stojanów (1547; 1784 – miasteczko; LW, Ukraina)
- Stratyn (1671; 1784 – miasteczko; IF, Ukraina)
- Strusów (1610; 1784 – miasteczko; TP, Ukraina)
- Strzeliska Nowe (1513; 1784 – miasteczko; od 19?? osiedle; LW, Ukraina)
- Szczucin (1745-1784; 1855 miasteczko; od 2009 znów miasto[63]; małopolskie)
- Szczurowice (1648; 1784 – miasteczko; LW, Ukraina)
- Świrz (1427; 1784 – miasteczko; LW, Ukraina)
- Tarnoruda (1578?; 1784 – miasteczko; TP, Ukraina)
- Tartaków (1685; 1784 – miasteczko; 1879 – miasto; 1896 – miasteczko; LW, Ukraina)
- Toporów (1450; 1784 – miasteczko; LW, Ukraina)
- Touste (1720; 1784 – miasteczko; IF, Ukraina)
- Tylicz (1363 – XVI w. Jako Miastko; 1612-1784 jako Tylicz; 1784 – miasteczko; małopolskie)
- Tymbark (1353 jako Jodłowa Góra; 1784 – miasteczko; małopolskie)
- Tyrawa Wołoska (1707; 1784 – miasteczko; 1879 – wieś; 1896 – miasteczko; podkarpackie)
- Ułaszkowce (?; 1784 – miasteczko; IF, Ukraina)
- Uście Biskupie (1498; 1784 – miasteczko; obecnie Uście; IF, Ukraina)
- Uście Ruskie (1739–1784; 1868 miasteczko; od 1951 nazwa Uście Gorlickie; małopolskie)
- Uście Zielone (1548; 1784 – miasteczko; IF, Ukraina)
- Uścieczko (1661; 1784 – miasteczko; IF, Ukraina)
- Waręż (1538; 1784 – miasteczko; LW, Ukraina) – do 1951 w Polsce
- Wielkie Oczy (1671; 1784 – miasteczko; podkarpackie)
- Wielopole Skrzyńskie (1328-1784; 1808 miasteczko; podkarpackie)
- Witków Nowy (?; 1784 – miasteczko; obecnie Nowy Witków; LW, Ukraina)
- Wojniłów (1552; 1784 – miasteczko; od 1960 osiedle; IF, Ukraina)
- Zakliczyn (1558; 1818 – miasteczko; 1879 – miasto; 1896 – miasteczko; od 2006 znów miasto; małopolskie)
- Zarudzie (1784 miasteczko; 1879 – wieś; 1896 – miasteczko; 1910 – wieś; przed 1921 – miasteczko; obecnie Trawnewe; IF, Ukraina)
- Zbyszyce (1784 miasteczko; 1879 – wieś; 1896 – miasteczko; małopolskie)
- Żmigród Nowy (1373; 1784 – miasteczko; 1879 – miasto; 1896 – miasteczko; od 1968 nazwa Nowy Żmigród; PK; podkarpackie)
- Żołynia (1740; 1784 – miasteczko; podkarpackie)

Reforma miejska w województwach zachodnich, wschodnich i centralnych
13 czerwca 1934
- Bnin (1395; w 1961 włączony do Kórnika; wielkopolskie)[64]
- Boćki (1509; podlaskie)[65]
- Budzyń (przed 1458; od 2021 znów miasto; wielkopolskie)[64]
- Dobrzyca (1440; od 2014 znów miasto; wielkopolskie)[64]
- Gąsawa (1388; od 2024 znów miasto; kujawsko-pomorskie)[64]
- Gębice (przed 1425; kujawsko-pomorskie)[64]
- Jaraczewo (1519; od 2016 znów miasto; wielkopolskie)[64]
- Kopanica (XV w.; wielkopolskie)[64]
- Mielnik (1440–1892 – miasteczko; 1919–1934 – znów miasto; podlaskie)[65]
- Mieścisko (1474; od 2024 znów miasto; wielkopolskie)[64]
- Narew (1529 – 1892 miasteczko; 1919–1934 znów miasto; podlaskie)[65]
- Nowe Miasto (1283; wielkopolskie)[64]
- Nowy Dwór (1578 – 1892 miasteczko; 1919–1934 znów miasto; podlaskie)[65]
- Obrzycko (1458-1580, ponownie prawa miejskie 1638; od 1990 znów miasto; wielkopolskie)[64]
- Odelsk (XVI wiek – 1892 miasteczko; 1919–1934 znów miasto; obwód grodzieński, Białoruś)[65]
- Piaski (1775; wielkopolskie)[64]
- Powidz (1243; wielkopolskie)[64]
- Rogowo (1380–1580, ponownie prawa miejskie 1672; kujawsko-pomorskie)[64]
- Rostarzewo (1752; wielkopolskie)[64]
- Rychtal (1294, wznowione w 1386; od 2024 znów miasto; wielkopolskie)[64]
- Ryczywół (przed 1426; wielkopolskie)[64]
- Rynarzewo (1299; kujawsko-pomorskie)[64]
- Święciechowa (1277; wielkopolskie)[64]
- Zaniemyśl (1742–1934, ponownie prawa miejskie 1940–1948; od 2025 znów miasto; wielkopolskie)[64]

11 czerwca 1934
- Władysławów (1727–1870, ponownie prawa miejskie 1919; wielkopolskie)[66]

1 kwietnia 1934
- Łohiszyn (1570; obecnie obwód brzeski na Białorusi)[67]
- Szereszów (1569; obecnie obwód brzeski na Białorusi)[68]

### 1931
- Wierzbnik (1624–1870 i 1916–1931, w 1931 połączony ze Starachowicami (wówczas osada) tworząc miasto Wierzbnik-Starachowice (przemianowane w 1939 na Starachowice-Wierzbnik, a w 1949 na Starachowice); świętokrzyskie)

### 1928
- Kamienna (1923, w 1928 połączone ze Skarżyskiem (wieś) tworząc miasto Skarżysko-Kamienna; świętokrzyskie)

### 1927
1 kwietnia 1927
- Horodno (1579; obecnie obwód brzeski na Białorusi)[69]

### 1919
28 października 1919
- Orla (1507 – 1875–1934 miasteczko; w 1919 przez krótki czas znów miasto; podlaskie)[70]

28 maja 1919
- Werki (1904; Ziemia Wileńska)[71]

## Zabór rosyjski, Królestwo Polskie (1815–1918)

### 1888
7 czerwca 1888
- Zawichost (przed 1255; od 1926 znów miasto; świętokrzyskie)

### 1883
13 grudnia 1883
- Góra Kalwaria (1670, od 1919 znów miasto; mazowieckie)

### 1869-1871 (reforma miejska w Królestwie Polskim)
Na mocy Ukazu do rządzącego senatu z 1 (13) czerwca 1869, ogłoszonego 1 (13 lipca) 1869, pozbawiono praw miejskich w 1870 roku 336 miast (wyjątkowo Stawiski w lutym 1871) na obszarze Królestwa Polskiego. Listy miast poddanych do degradacji wydano w 20 postanowieniach między 29 października 1869 a 12 listopada 1870. Weszły one w życie: 13 stycznia 1870, 31 maja 1870, 28 sierpnia 1870, 13 października 1870 oraz 1 lutego 1871. Korektą reformy było pozbawienie praw miejskich Góry Kalwarii w 1883 roku i Zawichostu w 1888 roku.
1 lutego 1871
– Postanowienie z 30 października (12 listopada) 1870 (Dziennik Praw, rok 1870, tom 70, nr 244, s. 461) (1 miasto) (gubernia łomżyńska, 3/3)
- Stawiski (ok. 1688, od 1919 znów miasto; podlaskie)

13 października 1870
– Postanowienie z 28 sierpnia (9 września) 1870 (Dziennik Praw, rok 1870, tom 70, nr 243, s. 369) (9 miast) (gubernia warszawska, 2/2)
- Chodecz (1442–1812 i 1822–1867, od 1921 znów miasto; kujawsko-pomorskie)
- Grodzisk (Mazowiecki) (1522; od 1919 znów miasto; mazowieckie)
- Jadów (1819; od 2023 znów miasto; mazowieckie)
- Kiernozia (1523; od 2024 znów miasto; łódzkie)
- Krośniewice (przed 1452; od 1926 znów miasto; łódzkie)
- Osięciny (1823; kujawsko-pomorskie)
- Piotrków (Kujawski) (1738; od 1998 znów miasto; kujawsko-pomorskie)
- Siennica (1526; od 2024 znów miasto; mazowieckie)
- Sobota (przed 1393, według niektórych źródeł prawa miejskie w 1451; łódzkie)

– Postanowienie z 28 sierpnia (9 września) 1870 (Dziennik Praw, rok 1870, tom 70, nr 243, s. 367) (3 miasta) (gubernia łomżyńska, 2/3)
- Czyżew (1476 jako Czyżewo; 1870–2010 jako Czyżew-Osada; od 2011 znów miasto; podlaskie)
- Rajgród (1566, od 1924 znów miasto; podlaskie)
- Śniadowo (1732; podlaskie)

28 sierpnia 1870
– Postanowienie z 17 (29) lipca 1870 (Dziennik Praw, rok 1870, tom 70, nr 242, s. 193) (2 miasta) (gubernia siedlecka, 2/2)
- Kosów (Lacki) (1723; od 2000 znów miasto; mazowieckie)
- Sterdyń (1737; do XVIII wieku pod nazwą Sterdynia; mazowieckie)

– Postanowienie z 3 (15) lipca 1870 (Dziennik Praw, rok 1870, tom 70, nr 242, s. 189) (3 miasta) (gubernia suwalska, 2/2)
- Poniemoń (1763–1825, ponownie prawa miejskie 1836, w 1931 włączony do Kowna; obecnie w okręgu kowieńskim na Litwie)
- Sapieżyszki (1825; obecnie w okręgu kowieńskim na Litwie)
- Sudargi (1724; obecnie w okręgu mariampolskim na Litwie)

– Postanowienie z 21 kwietnia (3 maja) 1870 (Dziennik Praw, rok 1870, tom 70, nr 242, s. 167) (1 miasto) (gubernia radomska, 3/3)
- Klimontów (1604; od 2020 znów miasto; świętokrzyskie)

31 maja 1870
– Postanowienie z 15 (27) maja 1870 (Dziennik Praw, rok 1870, tom 70, nr 241, s. 159) (1 miasto) (gubernia lubelska, 3/3)
- Tarnogród (1567; od 1987 znów miasto; lubelskie)

– Postanowienie z 20 marca (1 kwietnia) 1870 (Dziennik Praw, rok 1870, tom 70, nr 241, s. 127) (27 miast) (gubernia warszawska, 1/2)
- Bielawy (1403; łódzkie)
- Bolimów (ok. 1370; od 2022 znów miasto; łódzkie)
- Cegłów (1621; od 2022 znów miasto; mazowieckie)
- Czersk (1350; mazowieckie)
- Dąbrowice (przed 1455; od 2023 znów miasto; łódzkie)
- Goszczyn (1386; mazowieckie)
- Iłów (1506; mazowieckie)
- Karczew (1548; od 1959 znów miasto; mazowieckie)
- Kołbiel (1532; mazowieckie)
- Kowal (1339, od 1919 znów miasto; kujawsko-pomorskie)
- Latowicz (1423; od 2023 znów miasto; mazowieckie)
- Lubień (Kujawski) (1566, od 1919 znów miasto; kujawsko-pomorskie)
- Lubraniec (1509, od 1919 znów miasto; kujawsko-pomorskie)
- Mogielnica (1317; od 1919 znów miasto; mazowieckie)
- Nadarzyn (ok. 1453; mazowieckie)
- Okuniew (1538; mazowieckie)
- Osmolin (1439, lokacja chybiona, oraz 1462-1870; mazowieckie)
- Piaseczno (1429; od 1916 znów miasto; mazowieckie)
- Przedecz (1363; od 1919 znów miasto; wielkopolskie)
- Przybyszew (1396 jako Przybyszów; mazowieckie)
- Raciążek (1317; kujawsko-pomorskie)
- Radziejów (1252; od 1919 znów miasto; kujawsko-pomorskie)
- Służewo (przed 1458; kujawsko-pomorskie)
- Stanisławów (1523; od 2026 znów miasto; mazowieckie)
- Tarczyn (1353; od 2003 znów miasto; mazowieckie)
- Wiskitki (1595; niepotwierdzona wcześniejsza lokacja w 1349; od 2021 znów miasto; mazowieckie)
- Żychlin (przed 1397; od 1924 znów miasto; łódzkie)

– Postanowienie z 20 marca (1 kwietnia) 1870 (Dziennik Praw, rok 1870, tom 70, nr 241, s. 123) (16 miast) (gubernia piotrkowska, 2/2)
- Aleksandrów (Łódzki) (1822; od 1924 znów miasto; łódzkie)
- Bełchatów (1743; od 1925 znów miasto; łódzkie)
- Głowno (1427; od 1925 znów miasto; łódzkie)
- Konstantynów (Łódzki) (1830; od 1924 znów miasto; łódzkie)
- Koziegłowy (1472; od 1950 znów miasto; śląskie)
- Krzepice (1357; od 1919 znów miasto; śląskie)
- Lutomiersk (1274; od 2022 znów miasto; łódzkie)
- Modrzejów (1706–1801 i 1809–1870; od 1915 w granicach Sosnowca; śląskie)
- Nowe Miasto (nad Pilicą) (1400; od 1916 znów miasto; mazowieckie)
- Przyrów (1369; od 2024 znów miasto; śląskie)
- Rozprza (przed 1272; od 2023 znów miasto; łódzkie)
- Stryków (1394; od 1923 znów miasto; łódzkie)
- Tuszyn (1416; od 1924 znów miasto; łódzkie)
- Widawa (1388; łódzkie)
- Wolbórz (1273; od 2011 znów miasto; łódzkie)
- Żarki (1382–1662, 1720–1801 i 1809–1870; od 1949 znów miasto; śląskie)

– Postanowienie z 6 (18) marca 1870 (Dziennik Praw, rok 1870, tom 70, nr 241, s. 97) (8 miast) (gubernia lubelska, 2/3)
- Baranów (1544; lubelskie)
- Bobrowniki (1485; lubelskie)
- Józefów nad Wisłą (1687; od 2018 znów miasto; lubelskie)
- Końskowola (1532; od 2025 znów miasto; lubelskie)
- Kurów (1442; od 2025 znów miasto; lubelskie)
- Markuszów (1330; lubelskie)
- Opole (Lubelskie) (przed 1418; od 1957 znów miasto; lubelskie)
- Wąwolnica (1346; od 2025 znów miasto; lubelskie)

– Postanowienie z 27 lutego (11 marca) 1870 (Dziennik Praw, rok 1870, tom 70, nr 241, s. 93) (15 miast) (gubernia suwalska, 1/2)
- Bakałarzewo (przed 1570; podlaskie)
- Balwierzyszki (1520, 1958–1992 osiedle, 1992 miasteczko; obecnie w okręgu kowieńskim na Litwie)
- Filipów (1570; podlaskie)
- Lipsk (1580, od 1983 znów miasto; podlaskie)
- Ludwinów (1719, obecnie miasteczko; obecnie w okręgu mariampolskim na Litwie)
- Łoździeje (1597, od 1946 znów miasto; obecnie w okręgu olickim na Litwie)
- Olita (1581, od 1946 znów miasto, 1977–1995 miasto podporządkowania republikańskiego, od 1995 miasto; obecnie w okręgu olickim na Litwie)
- Pilwiszki (1536, obecnie miasteczko; obecnie w okręgu mariampolskim na Litwie)
- Przerośl (1576; podlaskie)
- Raczki (1703; podlaskie)
- Sereje (1511; obecnie w okręgu olickim na Litwie)
- Simno (1626, od 1956 znów miasto; obecnie w okręgu olickim na Litwie)
- Sopoćkinie (1560; obecnie w obwodzie grodzieńskim na Białorusi)
- Wisztyniec (1570, obecnie miasteczko; obecnie w okręgu mariampolskim na Litwie)
- Wiżajny (1620; podlaskie)

– Postanowienie z 30 stycznia (11 lutego) 1870 (Dziennik Praw, rok 1870, tom 70, nr 241, s. 81) (17 miast) (gubernia łomżyńska, 1/3)
- Andrzejewo (1528 jako Wronie; mazowieckie)
- Brok (1501; od 1922 znów miasto; mazowieckie)
- Ciechanowiec (Nowe Miasto) (1815; do 1815 i od 1938 prawobrzeżna część Ciechanowca (prawa miejskie od 1413); podlaskie)
- Grajewo (1540, od 1919 znów miasto; podlaskie)
- Krasnosielc (1824; mazowieckie)
- Myszyniec (1791; od 1993 znów miasto; mazowieckie)
- Nowogród (1427; od 1927 znów miasto; podlaskie)
- Nur (przed 1416; mazowieckie)
- Radziłów (1466; podlaskie)
- Różan (1378; od 1919 znów miasto; mazowieckie)
- Serock (1417; od 1923 znów miasto; mazowieckie)
- Sokoły (1827; ponownie prawa miejskie w latach 1915–1950; podlaskie)
- Wąsosz (1436; podlaskie)
- Wizna (ok. 1373 częściowe prawa miejskie; pełne od 1435; podlaskie)
- Wysokie Mazowieckie (1866–1918 jako Mazowieck) (1503; od 1919 znów miasto; podlaskie)
- Wyszków (1502; od 1919 znów miasto; mazowieckie)
- Zambrów (1430, od 1919 znów miasto; podlaskie)

– Postanowienie z 23 stycznia (4 lutego) 1870 (Dziennik Praw, rok 1870, tom 70, nr 241, s. 77) (23 miasta) (gubernia piotrkowska, 1/2)
- Będków (1453; łódzkie)
- Biała (Rawska) (przed 1498; od 1925 znów miasto; łódzkie)
- Czeladź (1262, od 1919 znów miasto; śląskie)
- Grocholice (1485; od 1977 dzielnica Bełchatowa; łódzkie)
- Inowłódz (ok. 1350; od 2024 znów miasto; łódzkie)
- Janów (1696; od 2026 znów miasto; śląskie)
- Jeżów (1334 od 2023 znów miasto; łódzkie)
- Kamieńsk (1374; od 1994 znów miasto; łódzkie)
- Kazimierz (1288; łódzkie)
- Kłobuck (1244, potwierdzone w 1339; od 1919 znów miasto; śląskie)
- Koniecpol (1403 jako Nowopole; od 1927 znów miasto; śląskie)
- Mrzygłód (przed 1412; od 1983 dzielnica Myszkowa; śląskie)
- Mstów (1278; śląskie)
- (Nowa) Brzeźnica (1287; łódzkie)
- Olsztyn (1488; od 2022 znów miasto; śląskie)
- Pajęczno (1276; od 1958 znów miasto; łódzkie)
- Pławno (1544; łódzkie)
- Rzgów (1467; od 2006 znów miasto; łódzkie)
- Siewierz (przed 1304 (2 połowa XIII wieku); od 1962 znów miasto; śląskie)
- Sulejów (przed 1296; od 1927 znów miasto; łódzkie)
- Szczerców (przed 1364; łódzkie)
- Ujazd (1428; od 2023 znów miasto; łódzkie)
- Włodowice (1386; od 2023 znów miasto; śląskie)

– Postanowienie z 30 grudnia 1869 (11 stycznia 1870) (Dziennik Praw, rok 1870, tom 70, nr 241, s. 67) (39 miast) (gubernia kaliska, 1/1)
- Babiak (1815; wielkopolskie)
- Bolesławiec (przed 1266; od 2024 znów miasto; łódzkie)
- Brdów (1436; wielkopolskie)
- Brudzew (1511 jako Brudzewo, niektóre źródła podają 1458; wielkopolskie)
- Burzenin (1378; łódzkie)
- Chocz (XIV wiek; od 2015 znów miasto; wielkopolskie)
- Dobra (1392, od 1919 znów miasto; wielkopolskie)
- Działoszyn (przed 1412; od 1994 znów miasto; łódzkie)
- Golina (1330; od 1921 znów miasto; wielkopolskie)
- Grabów (1372 jako Grabów Łęczycki; od 2024 znów miasto; łódzkie)
- Grzegorzew (przed 1357 jako Grzegorzewo; wielkopolskie)
- Iwanowice (przed 1469; wielkopolskie)
- Izbica Kujawska (1394; od 1973 znów miasto; kujawsko-pomorskie)
- Kazimierz Biskupi (1287; wielkopolskie)
- Kleczew (1366; od 1919 znów miasto; wielkopolskie)
- Kłodawa (1383; od 1925 znów miasto; wielkopolskie)
- Koźminek (przed 1369; od 2021 znów miasto; wielkopolskie)
- Lądek (1250; wielkopolskie)
- Lututów (1405-1720, ponownie 1843; od 2020 znów miasto; łódzkie)
- Opatówek (ok. 1360; od 2017 znów miasto; wielkopolskie)
- Parzęczew (1421; od 2024 znów miasto; łódzkie)
- Piątek (przed 1339; od 2020 znów miasto; łódzkie)
- Poddębice (przed 1400 na krótko, ponownie prawa miejskie 1822-1870, od 1934 znów miasto; łódzkie)
- Praszka (1392; od 1919 znów miasto; opolskie)
- Pyzdry (1257; od 1919 znów miasto; wielkopolskie)
- Rychwał (1458; od 1921 znów miasto; wielkopolskie)
- Skulsk (1384; wielkopolskie)
- Sompolno (1477 jako Dębno; od 1973 znów miasto; wielkopolskie)
- Staw (przed 1405; wielkopolskie)
- Stawiszyn (przed 1291; od 1919 znów miasto; wielkopolskie)
- Szadek (ok. 1295; od 1919 znów miasto; łódzkie)
- Ślesin (1358; od 1921 znów miasto; wielkopolskie)
- Tuliszków (1458; od 1919 znów miasto; wielkopolskie)
- Uniejów (ok. 1290; od 1919 znów miasto; łódzkie)
- Wieruszów (przed 1368; od 1919 znów miasto; łódzkie)
- Wilczyn (przed 1458; oboczne nazwy to Wilczyno i Wilczyna; wielkopolskie)
- Władysławów (1727 jako Władysławowo; 1919-1934 znów miasto; wielkopolskie)
- Zagórów (1407; od 1919 znów miasto; wielkopolskie)
- Złoczew (1605; od 1919 znów miasto; łódzkie)

13 stycznia 1870
– Postanowienie z 19 (31) grudnia 1869 (Dziennik Praw, rok 1869, tom 69, nr 239, s. 471) (18 miast) (gubernia płocka, 1/1)
- Bielsk (1373; mazowieckie)
- Bieżuń (1406; od 1994 znów miasto; mazowieckie)
- Bobrowniki (od 1403; od 2024 znów miasto; (kujawsko-pomorskie)
- Bodzanów (1351; od 2023 znów miasto; mazowieckie)
- Chorzele (1542; od 1919 znów miasto; mazowieckie)
- Czerwińsk (nad Wisłą) (część biskupia 1373, część klasztorna 1582, połączone w końcu XVIII wieku; od 2020 znów miasto; mazowieckie)
- Dobrzyń nad Drwęcą (1789, ponownie prawa miejskie od 1919; w 1951 połączony z Golubiem utworzył miasto Golub-Dobrzyń; kujawsko-pomorskie)
- Drobin (1511; od 1994 znów miasto; mazowieckie)
- Janowo (1421; warmińsko-mazurskie)
- Kikół (1745; od 2024 znów miasto; kujawsko-pomorskie)
- Kuczbork (1384; od 1870 Kuczbork-Osada; mazowieckie)
- Nowe Miasto (nad Soną) (1420; od 2022 znów miasto; mazowieckie)
- Raciąż (1425; od 1922 znów miasto; mazowieckie)
- Radzanów (1400; mazowieckie)
- Skępe (1445; od 1997 znów miasto; kujawsko-pomorskie)
- Sochocin (1385; od 2021 znów miasto; mazowieckie)
- Szreńsk (1383; mazowieckie)
- Żuromin (1765; od 1925 znów miasto; mazowieckie)

– Postanowienie z 19 (31) grudnia 1869 (Dziennik Praw, rok 1869, tom 69, nr 239, s. 465) (39 miast) (gubernia lubelska, 1/3)
- Annopol (1761; od 1996 znów miasto; lubelskie)
- Bełżyce (1417; od 1958 znów miasto; lubelskie)
- Biskupice (1450; lubelskie)
- Bychawa (1537; od 1958 znów miasto; lubelskie)
- Chodel (1517-1824 i od 1838; lubelskie)
- Czemierniki (1509; od 2024 znów miasto; lubelskie)
- Firlej (1557; lubelskie)
- Frampol (1738; od 1993 znów miasto; lubelskie)
- Głusk (1688 jako Głusko; od 1988 dzielnica Lublina; lubelskie)
- Goraj (1405; od 2021 znów miasto; lubelskie)
- Gorzków (1689; od 1870 Gorzków-Osada; lubelskie)
- Grabowiec (przed 1418; lubelskie)
- Horodło (1412; lubelskie)
- Izbica (1750; od 2022 znów miasto; lubelskie)
- Jarczów (1775; 1784 – miasteczko (cyrkuł zamojski); 1809-1869 miasto (zabór rosyjski); lubelskie)
- Józefów (1725; od 1988 znów miasto; lubelskie)
- Kamionka (przed 1450; od 2021 znów miasto; lubelskie)
- Kazimierz Dolny (1370; od 1927 znów miasto; lubelskie)
- Komarów (1748; 1784 – miasteczko (cyrkuł zamojski); 1809–1869 miasto (zabór rosyjski); lubelskie)
- Krasnobród (1572; 1784 – miasteczko (cyrkuł zamojski); 1809–1869 miasto (zabór rosyjski); od 1994 znów miasto; lubelskie)
- Kryłów (1523; 1784 – miasteczko (cyrkuł zamojski); 1809–1869 miasto (zabór rosyjski); lubelskie)
- Krzeszów (1641; podkarpackie)
- Łaszczów (1549 jako Prawda; 1784 – miasteczko (cyrkuł zamojski); 1809-1869 miasto (zabór rosyjski); lubelskie)
- Michów (XVI wiek, wznowione w 1747; lubelskie)
- Modliborzyce (1642; od 2014 znów miasto; lubelskie)
- Pawłów (1470; lubelskie)
- Piaski (przed 1456; od 1993 znów miasto; lubelskie)
- Puchaczów (1527; lubelskie)
- Rejowiec (1547; od 2017 znów miasto; lubelskie)
- Sawin (1492); lubelskie)
- Tarnogóra (1548; lubelskie)
- Turobin (1420; od 2024 znów miasto; lubelskie)
- Tyszowce (1419; od 2000 znów miasto; lubelskie)
- Uchanie (1596; 1784 – miasteczko (cyrkuł zamojski); 1809–1869 miasto (zabór rosyjski); lubelskie)
- Urzędów (1405; od 2016 znów miasto; lubelskie)
- Wieniawa (XVI/XVII wiek; od 1916 dzielnica Lublina; lubelskie)
- Wojsławice (1445; lubelskie)
- Zaklików (1565; od 2014 znów miasto; podkarpackie)
- Żółkiewka (1702 jako Żółkiew; od 1870 Żółkiewka-Osada; lubelskie)

– Postanowienie z 12 (24) grudnia 1869 (Dziennik Praw, rok 1869, tom 69, nr 239, s. 461) (29 miast) (gubernia siedlecka, 1/2)
- Adamów (1539; lubelskie)
- Horodyszcze (pomiędzy 1558 a 1569; lubelskie)
- Janów Podlaski (1465 jako Porchów, później Janów Biskupi; ponownie prawa miejskie 1919–1940 i 1944–1946; od 2026 znów miasto; lubelskie)
- Kamieńczyk (przed 1428 jako Kamieniec; mazowieckie)
- Kock (1417; od 1919 znów miasto; lubelskie)
- Kodeń (1511; lubelskie)
- Konstantynów (1729, 1744 lub 1792; lubelskie)
- Liw (przed 1421; mazowieckie)
- Łaskarzew (1418; od 1969 znów miasto; mazowieckie)
- Łomazy (przed 1566; lubelskie)
- Łosice (1505; od 1915 znów miasto; mazowieckie)
- Łysobyki (1498 lub 1533 jako Przetoczno; w latach 1564–1965 pod nazwą Łysobyki; w 1965 przemianowane na Jeziorzany; lubelskie)
- Maciejowice (1507; od 2024 znów miasto; mazowieckie)
- Miedzna (1531, niektóre źródła podają 1522; mazowieckie)
- Mokobody (1496; mazowieckie)
- Mordy (1488; od 1919 znów miasto; mazowieckie)
- Orchówek (1506-XVIII wiek, ponownie prawa miejskie 1775; w latach 1973–1990 dzielnica Włodawy; lubelskie)
- Osieck (1558; od 2024 znów miasto; mazowieckie)
- Ostrów Lubelski (1548; od 1919 znów miasto; lubelskie)
- Parysów (1538; mazowieckie)
- Piszczac (1530; od 2024 znów miasto; lubelskie)
- Rossosz (1584; lubelskie)
- Sarnaki (1754; mazowieckie)
- Serokomla (1537; lubelskie)
- Sławatycze (1577; lubelskie)
- Stężyca (1330; lubelskie)
- Stoczek Łukowski (1540; od 1919 znów miasto; lubelskie)
- Wisznice (1579; lubelskie)
- Wohyń (1519, rozszerzone w 1522; lubelskie)

– Postanowienie z 7 (19) listopada 1869 (Dziennik Praw, rok 1869, tom 69, nr 239, s. 425) (34 miasta) (gubernia kielecka, 1/1)
- Bodzentyn (1355; od 1994 znów miasto; świętokrzyskie)
- Busko-Zdrój (1287; od 1916 znów miasto; świętokrzyskie)
- Daleszyce (1569; od 2007 znów miasto; świętokrzyskie)
- Jędrzejów (1271; od 1916 znów miasto; świętokrzyskie)
- Koszyce (1374; od 2019 znów miasto; małopolskie)
- Kromołów (1388; od 1977 w obrębie Zawiercia; śląskie)
- Książ Wielki (1372; od 2023 znów miasto; małopolskie)
- Kurozwęki (1347; świętokrzyskie)
- Kurzelów (1285; świętokrzyskie)
- Lelów (przed 1314; śląskie)
- Małogoszcz (1408; od 1996 znów miasto; świętokrzyskie)
- Nowe Brzesko (1279; od 2011 znów miasto; małopolskie)
- Nowy Korczyn (1258 jako Nowe Miasto Korczyn; od 2019 znów miasto; świętokrzyskie)
- Ogrodzieniec (1386; od 1973 znów miasto; śląskie)
- Oleśnica (1470; od 2019 znów miasto; świętokrzyskie)
- Opatowiec (1271; od 2019 znów miasto; świętokrzyskie)
- Pacanów (1265; od 2019 znów miasto; świętokrzyskie)
- Pierzchnica (1370; od 2019 znów miasto; świętokrzyskie)
- Pilica (przed 1394; od 1994 znów miasto; śląskie)
- Proszowice (1358, od 1923 znów miasto; małopolskie)
- Secemin (1395; świętokrzyskie)
- Skalbmierz (1342; od 1927 znów miasto; świętokrzyskie)
- Skała (1262; od 1987 znów miasto; małopolskie)
- Sławków (1286, ponownie prawa miejskie 1958–1977; w latach 1977–1984 dzielnica Dąbrowy Górniczej; od 1984 znów samodzielne miasto; śląskie)
- Słomniki (1358, od 1917 znów miasto; małopolskie)
- Sobków (1563; od 2025 znów miasto; świętokrzyskie)
- Stopnica (1362; od 2015 znów miasto; świętokrzyskie)
- Szczekociny (1398; od 1923 znów miasto; śląskie)
- Szydłów (1329; od 2019 znów miasto; świętokrzyskie)
- Wiślica (1345; od 2018 znów miasto; świętokrzyskie)
- Włoszczowa (1539; od 1919 znów miasto; świętokrzyskie)
- Wodzisław (1366; od 2021 znów miasto; świętokrzyskie)
- Wolbrom (1321, od 1930 znów miasto; małopolskie)
- Żarnowiec (przed 1340; śląskie)

– Postanowienie z 24 października (5 listopada) 1869 (Dziennik Praw, rok 1869, tom 69, nr 239, s. 419) (33 miasta) (gubernia radomska, 2/3)
- Białaczów (1456, ponownie 1787; od 2024 znów miasto; łódzkie)
- Bogoria (1616; od 2024 znów miasto; świętokrzyskie)
- Ćmielów (1505; od 1962 znów miasto; świętokrzyskie)
- Denków (1564; od 1954 dzielnica Ostrowca Świętokrzyskiego; świętokrzyskie)
- Drzewica (1429; od 1987 znów miasto; łódzkie)
- Gielniów (1455; od 2024 znów miasto; mazowieckie)
- Gliniany (1595; świętokrzyskie)
- Głowaczów (1445; od 2024 znów miasto; mazowieckie)
- Gniewoszów (1693; mazowieckie)
- Gowarczów (1430; od 2024 znów miasto; świętokrzyskie)
- Granica (1735; od lat 1960. w granicach Gniewoszowa; mazowieckie)
- Iwaniska (1403; od 2022 znów miasto; świętokrzyskie)
- Janowiec (1537; lubelskie)
- Klwów (1413; mazowieckie)
- Koprzywnica (1262; od 2001 znów miasto; świętokrzyskie)
- Kunów (1467; od 1990 znów miasto; świętokrzyskie)
- Lasocin (1547; świętokrzyskie)
- Łagów (1375; od 2018 znów miasto; świętokrzyskie)
- Magnuszew (1377, utrata 1576, ponownie prawa miejskie 1776; od 2024 znów miasto; mazowieckie)
- Nowa Słupia (1351; od 2019 znów miasto; świętokrzyskie)
- Odrzywół (1418; od 2024 znów miasto; mazowieckie)
- Osiek (1430; od 1994 znów miasto; świętokrzyskie)
- Ożarów (1569; od 1988 znów miasto; świętokrzyskie)
- Połaniec (1264; od 1980 znów miasto; świętokrzyskie)
- Przysucha (1710; od 1958 znów miasto; mazowieckie)
- Radoszyce (1370; od 2018 znów miasto; świętokrzyskie)
- Raków (1569; świętokrzyskie)
- Ryczywół (1369; mazowieckie)
- Sieciechów (przed 1386, według niektórych źródeł 1232, 1370 lub 1430; mazowieckie)
- Skrzynno (1308; mazowieckie)
- Waśniów (1351; świętokrzyskie)
- Zwoleń (1425; od 1925 znów miasto; mazowieckie)
- Żarnów (1415; od 2024 znów miasto; łódzkie)

– Postanowienie z 17 (29) października 1869 (Dziennik Praw, rok 1869, tom 69, nr 239, s. 415) (18 miast) (gubernia radomska, 1/3)
- Białobrzegi (1540; od 1958 znów miasto; mazowieckie)
- Ciepielów (1548, wznowione w 1627; od 2024 znów miasto; mazowieckie)
- Grabowiec (1601; mazowieckie)
- Iłża (1239; od 1925 znów miasto; mazowieckie)
- Jastrząb (1422; od 2023 znów miasto; mazowieckie)
- Jedlińsk (1530; mazowieckie)
- Kazanów (1566; od 2025 znów miasto; mazowieckie)
- Lipsko (1614; od 1958 znów miasto; mazowieckie)
- Przytyk (1333; od 2024 znów miasto; mazowieckie)
- Sienno (przed 1421; od 2024 znów miasto; mazowieckie)
- Skaryszew (1264; od 1922 znów miasto; mazowieckie)
- Solec nad Wisłą (1370; od 2021 znów miasto; mazowieckie)
- Tarłów (1550; świętokrzyskie)
- Wąchock (1454; od 1994 znów miasto; świętokrzyskie)
- Wierzbica (1469; mazowieckie)
- Wierzbnik (1624, ponownie prawa miejskie od 1916, w 1939 po włączeniu Starachowic Fabrycznych zmiana nazwy na Starachowice-Wierzbnik, a w 1949 na Starachowice; świętokrzyskie)
- Wolanów (1773; mazowieckie)
- Wyśmierzyce (1338; od 1922 znów miasto; mazowieckie)

### 1863
1 stycznia 1863
- Drohiczyn (Ruska Strona) (1795; do 1795 lewobrzeżna część Drohiczyna (prawa miejskie 1498); mazowieckie)

### 1853
1 stycznia 1853
- Lubów (1734; obecnie w okręgu mariampolskim na Litwie)
- Puńsk (1647; utrata praw miejskich na życzenie mieszczan; podlaskie)

### 1852
1 stycznia 1852
- Dobre (1530; od 2024 znów miasto; mazowieckie)

### 1834
1 stycznia 1834
- Wodynie (1575; mazowieckie)

### 1832
1 stycznia 1832
- Metele (1749; obecnie w okręgu olickim na Litwie)

### 1827
brak daty
- Jedwabne (1736; od 1927 znów miasto; podlaskie)

### 1826
brak daty
- Częstochówka (1717 jako Nowa Częstochowa; w 1826 połączona ze Starą Częstochową w Częstochowę; śląskie)
- Stara Częstochowa (przed 1377; w 1826 połączona z Częstochówką (Nową Częstochową) w Częstochowę; śląskie)

### 1825
20 września 1825.
- Poniemoń (1763; ponownie prawa miejskie 1836–1870, w 1931 włączony do Kowna; obecnie w okręgu kowieńskim na Litwie)

brak daty (1825)
- Berżniki (1551; podlaskie)
- Jabłonka (Kościelna) (1807; podlaskie)
- Krasnopol (1770; podlaskie)
- Wyszonki (Kościelne) (1807; podlaskie)

### 1824
16 listopada 1824.
- Chodel (1517, ponownie miasto 1838–1870; lubelskie)

12 października 1824.
- Prawno (przed 1626; lubelskie)
- Wrzelowiec (1543; początkowo Wrzelów i Kliczkowice; lubelskie)

### 1822
19 listopada 1822.
- Świerże (1443; lubelskie)

16 lipca 1822.
- Sosnowica (1685; lubelskie)

26 lutego 1822.
- Komarówka (Podlaska) (1662; lubelskie)

15 stycznia 1822.
- Skierbieszów (1456; 1784 – miasteczko (cyrkuł zamojski); 1809–1822 miasto (zabór rosyjski); lubelskie)

### 1821
18 grudnia 1821.
- Seroczyn (1548; mazowieckie)

20 listopada 1821.
- Piotrkowice (1701–1803 i 1810–1822; świętokrzyskie)

13 listopada 1821.
- Boża Wola (1731; lubelskie)

16 października 1821.
- Wojcieszków (1540; lubelskie)

3 lipca 1821.
- Kraśniczyn (1564; lubelskie)

10 kwietnia 1821.
- Janików (1559; świętokrzyskie)
- Siedliszcze (1548, wznowienie w 1760; od 2016 znów miasto; lubelskie)
- Wysokie (1368; lubelskie)

20 marca 1821.
- Hanna (1546; lubelskie)

### 1820
24 października 1820.
- Nowodwór (XVI wiek; lubelskie)
- Okrzeja (1468; lubelskie)
- Urszulin (przed 1803; lubelskie)

11 kwietnia 1820.
- Drążgów (1544; lubelskie)

11 stycznia 1820.
- Pratulin (1732; lubelskie)

brak daty (1820)
- Dębno (1591; świętokrzyskie)
- Glinianka (1557 jako Wawrzyńczew; mazowieckie)
- Jeruzal (1533; mazowieckie)
- Kuflew (1521; mazowieckie)
- Tuchowicz (1430; lubelskie)

## Księstwo Warszawskie (1807–1815)

### 1812
- Chodecz (1442–1812 i 1822–1867, od 1921 znów miasto; kujawsko-pomorskie)

### 1810
- Nowokrzepice (1788; od 1810 część miasta Krzepice; śląskie)
- Podgórze (1784; 1810 przyłączone do Krakowa po włączeniu Podgórza w 1809 do Księstwa Warszawskiego; ponownie samodzielne miasto 1815–1915, po zniesieniu Księstwa i utworzeniu Wolnego Miasta Krakowa, w którego skład Podgórze nie weszło – zostało włączone bezpośrednio do Austrii; od 1915 dzielnica Krakowa; małopolskie)

### 1809
Miejscowości wymieniane jeszcze jako miasta w spisach galicyjskich, lecz nie zaliczone do miast po przejściu do Księstwa Warszawskiego w 1809:
- Stoczek (19??; mazowieckie)
- Zygmuntów (1775; obecnie część wsi Omięcin; mazowieckie)

### 1807
Miejscowości wymieniane jeszcze jako miasta w Prusach Nowowschodnich, lecz nie zaliczone do miast po przejściu do Księstwa Warszawskiego w 1807:
- Jeleniewo (1782; podlaskie)
- Liszków (1720; ob. Liszkawa, Litwa)
- Niedzbórz (1505; mazowieckie)
- Osowiec (1724; podlaskie)
- Szczebra (1767; podlaskie)
- Sztabin (1760; podlaskie)
- Urdomin (1650; Litwa)

Równocześnie przedzielony granicą Ciechanowiec utworzył nowe miasto Ciechanowiec–Nowe Miasto. Nadano też prawa miejskie Jabłonce i Wyszonkom

## Zabór rosyjski, Kresy Wschodnie (1772–1918)
(obejmuje obecnie tylko miasta w granicach Polski współczesnej)

### 1892
11 czerwca 1892
11 czerwca 1892 r. wszedł w życie nowy Statut Miejski, który jeszcze bardziej ograniczył samorządność miejską. Wówczas jako miasta zakwalifikowano (na obecnym terytorium Polski) tylko 4 miejscowości (Białystok, Bielsk, Goniądz i Sokółkę), natomiast 16 miast zamienionych w miasteczka pozostało jednak gminami miejskimi:
- Brańsk (1493 – 1892 miasteczko; od 1919 znów miasto; podlaskie)
- Ciechanowiec (1434 – 1892 miasteczko; od 1919 znów miasto; podlaskie)
- Dąbrowa (Białostocka) (1775 jako Dąbrowa Grodzieńska – 1892 miasteczko; 1919–1950 i od 1965 znów miasto; podlaskie)
- Drohiczyn (1498 – 1892 miasteczko; od 1919 znów miasto; podlaskie)
- Janów (1712 – 1892-1919 miasteczko; podlaskie)
- Kleszczele (1523 – 1892 miasteczko; 1919–1950 i od 1993 znów miasto; podlaskie)
- Knyszyn (1568 – 1892 miasteczko; od 1919 znów miasto; podlaskie)
- Korycin (1634 – 1892-1919 miasteczko; podlaskie)
- Kuźnica Białostocka (1546 – 1892–1919 miasteczko; podlaskie)
- Mielnik (1440 – 1892 miasteczko; 1919–1934 znów miasto; podlaskie)
- Narew (1529 – 1892 miasteczko; 1919–1934 znów miasto; podlaskie)
- Nowy Dwór (1578 – 1892 miasteczko; 1919–1934 znów miasto; podlaskie)
- Odelsk (XVI wiek – 1892 miasteczko; 1919–1934 znów miasto; obwód grodzieński, Białoruś)
- Siemiatycze (1493 – 1892 miasteczko; od 1919 znów miasto; podlaskie)
- Suchowola (1777 – 1892 miasteczko; od 1919–1950 i od 1997 znów miasto; podlaskie)
- Suraż (1440 – 1892-1919 miasteczko; od 1923 znów miasto; podlaskie)
- Wasilków (1566 – 1892 miasteczko; od 1919 znów miasto; podlaskie)

### 1875
29 kwietnia 1875
13 miast utraciło prawa miejskie i zostało zaliczone do miasteczek w gminach wiejskich (posiadały one jednak pewną odrębność w postaci organów samorządowych i starosty mieszczańskiego, lecz w statystykach były zaliczane do wsi):
- Boćki (1509 – 1875 miasteczko; 1919–1934 znów miasto; podlaskie)
- Choroszcz (1507 – 1875 miasteczko; od 1919 znów miasto; podlaskie)
- Gródek (1558 – 1875–1934 miasteczko; podlaskie)
- Jałówka (1545 – 1875–1934 miasteczko; podlaskie)
- Jasionówka (1642 – 1875–1919 miasteczko; podlaskie)
- Krynki (1569 – 1875 miasteczko; 1920–1950 i od 2009 znów miasto; podlaskie)
- Michałowo (1832 – 1875–1934 miasteczko; od 2009 znów M; podlaskie)
- Milejczyce (1516 – 1875–1934 miasteczko; podlaskie)
- Narewka (1825 – 1875–1934 miasteczko; podlaskie)
- Niemirów (1616–1800 i 1808 miasto – 1875–1934 miasteczko; podlaskie)
- Orla (1507 – 1875–1934 miasteczko; w 1919 przez krótki czas znów miasto; podlaskie)
- Supraśl (1824 – 1875 miasteczko; od 1919 znów miasto; podlaskie)
- Zabłudów (1533 – 1875 miasteczko; od 1919 znów miasto; podlaskie)

### 1857
- Sidra (1566; podlaskie)

## Zabór austriacki (1772–1918)
(obejmuje także zmiany statusu z miasto na miasteczko)

### 1915
1 lipca 1915
- Podgórze (1784–1810 i 1815–1915; od 1915 dzielnica Krakowa; małopolskie)

### 1914
- Mikołajów nad Dniestrem (1578; 1784 – miasteczko; 1868 – miasto; 1896 – miasteczko; 1910 – miasto; 1914 – miasteczko (gmina miejska); od 1933 znów miasto; LW, Ukraina)

### 1910
- Buczacz (1379; 1784 – miasteczko; 1879 – miasto; 1910 – miasteczko (gmina miejska); od 1933 znów miasto; TP, Ukraina)

### 1896
- Bolechów (1612; 1784 – miasteczko; 1818 – miasto; 1868 – miasteczko; 1879 – miasto; 1896 – miasteczko (gmina miejska); od 1933 znów miasto; IF, Ukraina)
- Czchów (1355; 1818 – miasteczko; 1879 – miasto; 1896 – miasteczko; od 2000 znów miasto; małopolskie)
- Dobrotwór (1472; 1784 – miasteczko; 1879 – miasto; 1896 – miasteczko; od 1959 osiedle; LW, Ukraina)
- Felsztyn (1380; 1855 – miasteczko; 1879 – miasto; 1896 – miasteczko; od 1945 Skeliwka; LW, Ukraina)
- Gdów (1784-1868 miasteczko; 1879-1896 miasto M; małopolskie)
- Gliniany (1397; 1818 – miasteczko; 1879 – miasto; 1896 – miasteczko (gmina miejska); od 1933 znów miasto; LW, Ukraina)
- Krystynopol (1695; 1784 – miasteczko; 1879 – miasto; 1896 – miasteczko; od 1951 znów miasto pod nazwą Czerwonogród; LW, Ukraina) – do 1951 w Polsce
- Krzywcze Górne (?; 1784 – miasteczko; 1879 – miasto; 1896 – miasteczko; TP, Ukraina)
- Leżajsk (1397; 1868 – miasteczko; 1879 – miasto; 1896 – miasteczko; od 1933 znów miasto; podkarpackie)
- Łańcut (1367; 1868 – miasteczko; 1879 – miasto; 1896 – miasteczko; od 1933 znów miasto; podkarpackie)
- Łysiec (1652 jako Moczara; 1784 – miasteczko; 1879 – miasto; 1896 – miasteczko; od 19?? osiedle; IF, Ukraina)
- Mikołajów nad Dniestrem (1578; 1784 – miasteczko; 1868 – miasto; 1896 – miasteczko; 1910 – miasto; 1914 – miasteczko (gmina miejska); od 1933 znów miasto; LW, Ukraina)
- Narol (1672 jako Florianów; 1784 – miasteczko; 1879 – miasto; 1896 – miasteczko; od 1996 znów miasto; podkarpackie)
- Oleszyce (1578; 1784 – miasteczko; 1879 – miasto; 1896 – miasteczko; od 1989 znów miasto; podkarpackie)
- Piwniczna (Zdrój) (1348; 1784 – miasteczko; 1818 – miasto; 1868 – miasteczko; 1879 – miasto; 1896 – miasteczko; od 1933 znów miasto; małopolskie)
- Przeworsk (1393; 1868 – miasteczko; 1879 – miasto; 1896 – miasteczko; 1915 – miasto; podkarpackie)
- Skałat (1600 jako Dębno; 1784 – miasteczko; 1818 – miasto; 1868 – miasteczko; 1879 – miasto; 1896 – miasteczko (gmina miejska); od 1933 znów miasto; TP, Ukraina)
- Tartaków (1685; 1784 – miasteczko; 1879 – miasto; 1896 – miasteczko; LW, Ukraina)
- Zakliczyn (1558; 1818 – miasteczko; 1879 – miasto; 1896 – miasteczko; od 2006 znów miasto; małopolskie)
- Żmigród Nowy (1373; 1784 – miasteczko; 1879 – miasto; 1896 – miasteczko; od 1968 nazwa Nowy Żmigród; podkarpackie)
- Wojnicz (1369; 1868 – miasteczko; 1880 – miasto; 1896 – miasteczko (gmina miejska); od 2007 znów miasto; małopolskie)
- Załoźce (1511; 1784 – miasteczko; 1818 – miasto; 1868 – miasteczko; 1879 – miasto; 1896 – miasteczko (gmina miejska); od 1933 znów miasto; TP, Ukraina)

### 1890
- Kawęczyn (1879; od 1927 część Dębicy; podkarpackie)

### 1889
- Brzesko (1358-1650 i 1680; 1818 – miasteczko; 1855 – miasto; 1889 – miasteczko; od 1933 znów miasto; małopolskie)
- Lanckorona (1366; 1889 – miasteczko; małopolskie)

### 1880
- Jazłowiec (1519; 1880 – wieś; 1900 – miasto; TP, Ukraina)
- Jezierzany (1494; 1818 – miasteczko; 1878 – miasto; 1880 – miasteczko; 1900 – miasto; TP, Ukraina)
- Nowe Miasto (Przemyskie) (1463; 1880 – miasteczko; 1900 – miasto; LW, Ukraina)
- Sołotwina (?; 1880 – miasteczko; 1900 – miasto; IF, Ukraina)
- Zarszyn (1395; 1784 – miasteczko; 1878 – miasto; 1880 – wieś; 1900 – miasto; podkarpackie)

### 1879
- Bukowsko (1720; 1784 – miasteczko; 1868 – miasto; 1879 – miasteczko; 1900-1934 – miasto (w gminie wiejskiej); podkarpackie)
- Ciężkowice (1348; 1855 – miasteczko; 1868 – miasto; 1879 – miasteczko; 1896 – miasto; od 2000 znów miasto; małopolskie)
- Dubiecko (1407; 1879 – miasteczko; 1900 – miasto; podkarpackie)
- Dynów (1436; 1879 – miasteczko; 1900 – miasto; od 1946 znów miasto; podkarpackie)
- Jaćmierz (1437; 1784 – miasteczko; 1868>> miasto; 1879 – miasteczko; 1900-1934 – miasto (w gminie wiejskiej); podkarpackie)
- Jaryczów Nowy (1618; 1879 – miasteczko; 1896 – miasto; 19??-1933 – miasteczko (gmina miejska); 1934-1941 znów miasto; LW, Ukraina)
- Jaśliska (1366; 1879 – miasteczko; 1900 – miasto; podkarpackie)
- Mielnica Podolska (1373; 1818 – miasteczko; 1868 – miasto; 1879 – miasteczko; 1896 – miasto; 1940 – wieś; TP, Ukraina)
- Mikulińce (1748; 1818 – miasteczko; 1868 – miasto; 1879 – miasteczko; 1896 – miasto; TP, Ukraina)
- Mrzygłód (1431; 1784 – miasteczko; 1869 – miasto; 1879 – miasteczko; 1900-1934 – miasto (w gminie wiejskiej); podkarpackie)
- Nowotaniec (1444; 1784 – miasteczko; 1868 – miasto; 1879 – miasteczko; 1900-1934 – miasto (w gminie wiejskiej); podkarpackie)
- Olesko (1441; 1818 – miasteczko; 1868 – miasto; 1879 – miasteczko; 1896 – miasto; LW, Ukraina)
- Pomorzany (1437; 1818 – miasteczko; 1868 – miasto; 1879 – miasteczko; 1896 – miasto; 1940 – wieś;LW, Ukraina)
- Rybotycze (1494; 1784 – miasteczko; 1818 – miasto; 1879 – miasteczko; 1900-1934 – miasto (w gminie wiejskiej); podkarpackie)
- Szczerzec (1397; 1879 – miasteczko; 1896 – miasto; 19??-1933 – miasteczko (gmina miejska); 1934-1941 znów miasto; LW, Ukraina)

### 1878
- Osiek Jasielski (1363; 1794 – miasteczko; 1868 – miasto; 1878 – miasteczko; 1900-1934 – miasto (w gminie wiejskiej); podkarpackie)

### 1868
- Andrychów (1767; 1784 – miasteczko; 1818 – miasto; 1868 – miasteczko; od 1933 znów miasto; małopolskie)
- Bobowa (1399; 1784 – miasteczko; 1818 – miasto; 1868 – miasteczko; od 2009 znów miasto[63]; małopolskie)
- Bolechów (1612; 1784 – miasteczko; 1818 – miasto; 1868 – miasteczko; 1879 – miasto; 1896 – miasteczko (gmina miejska); od 1933 znów miasto; IF, Ukraina)
- Chyrów (1528; 1868 – miasteczko (gmina miejska); od 1933 znów miasto; LW, Ukraina)
- Dukla (1380; 1784 – miasteczko; 1818 – miasto; 1868 – miasteczko; od 1934 znów miasto; podkarpackie)
- Grybów (1340; 1868 – miasteczko; 1889 – miasto; małopolskie)
- Kołaczyce (1358; 1784 – miasteczko; 1855 – miasto; 1868 – miasteczko; od 2010 znów miasto; województwo podkarpackie)
- Frysztak (1366 jako Wisłok; 1784 – miasteczko; 1855 – miasto; 1868 – miasteczko; podkarpackie)
- Leżajsk (1397; 1868 – miasteczko; 1879 – miasto; 1896 – miasteczko; od 1933 znów miasto; podkarpackie)
- Łańcut (1367; 1868 – miasteczko; 1879 – miasto; 1896 – miasteczko; od 1933 znów miasto; podkarpackie)
- Piwniczna (Zdrój) (1348; 1784 – miasteczko; 1818 – miasto; 1868 – miasteczko; 1879 – miasto; 1896 – miasteczko; od 1933 znów miasto; małopolskie)
- Przeworsk (1393; 1868 – miasteczko; 1879 – miasto; 1896 – miasteczko; 1915 – miasto; podkarpackie)
- Skałat (1600 jako Dębno; 1784 – miasteczko; 1818 – miasto; 1868 – miasteczko; 1879 – miasto; 1896 – miasteczko (gmina miejska); od 1933 znów miasto; TP, Ukraina)
- Wojnicz (1369; 1868 – miasteczko; 1880 – miasto; 1896 – miasteczko (gmina miejska); od 2007 znów miasto; małopolskie)
- Załoźce (1511; 1784 – miasteczko; 1818 – miasto; 1868 – miasteczko; 1879 – miasto; 1896 – miasteczko (gmina miejska); od 1933 znów miasto; TP, Ukraina)

### 1855
- Alwernia (1778-1784 i od 1808; 1855 – miasteczko; 1868 – wieś targowa; 1879 – miasteczko; małopolskie)
- Ciężkowice (1348; 1855 – miasteczko; 1868 – miasto; 1879 – miasteczko; 1896 – miasto; od 2000 znów miasto; małopolskie)
- Felsztyn (1380; 1855 – miasteczko; 1879 – miasto; 1896 – miasteczko; od 1945 Skeliwka; LW, Ukraina)
- Mikołajów Lwowski (1670; 1784 – miasteczko; 1818 – wieś; 1855 – wieś; LW, Ukraina)
- Trzebinia (1765; 1855 – miasteczko; 1889 – wieś; od 1931 znów miasto; małopolskie)

### 1818
- Brzesko (1358-1650 i 1680; 1818 – miasteczko; 1855 – miasto; 1889 – miasteczko; od 1933 znów miasto; małopolskie)
- Czchów (1355; 1818 – miasteczko; 1879 – miasto; 1896 – miasteczko; od 2000 znów miasto; małopolskie)
- Gliniany (1397; 1818 – miasteczko; 1879 – miasto; 1896 – miasteczko (gmina miejska); od 1933 znów miasto; LW, Ukraina)
- Grodzisko (1720; 1818-1896 – miasteczko; podkarpackie)
- Jezierzany (1560; 1818 – miasteczko; 1878 – miasto; 1880 – miasteczko; 1900 – miasto; TP, Ukraina)
- Mielnica Podolska (1373; 1818 – miasteczko; 1868 – miasto; 1879 – miasteczko; 1896 – miasto; 1940 – wieś; TP, Ukraina)
- Mikołajów Lwowski (1670; 1784 – miasteczko; 1818 – wieś; 1855 – wieś; LW, Ukraina)
- Mikulińce (1748; 1818 – miasteczko; 1868 – miasto; 1879 – miasteczko; 1896 – miasto; TP, Ukraina)
- Olesko (1441; 1818 – miasteczko; 1868 – miasto; 1879 – miasteczko; 1896 – miasto; LW, Ukraina)
- Pomorzany (1437; 1818 – miasteczko; 1868 – miasto; 1879 – miasteczko; 1896 – miasto; 1940 – wieś;LW, Ukraina)
- Uście Solne (1360; 1818 – miasteczko; małopolskie)
- Wiśnicz Nowy (1616; 1818 – miasteczko; od 1994 znów miasto; małopolskie)

### 1803
(Nowa Galicja)
- Oksa (1554; świętokrzyskie)
- Ossolin (1636–1662 i 1755–1803; świętokrzyskie)
- Odrowąż (1399 – lokacja chybiona, 1611–1662 i 1785–1803; świętokrzyskie)
- Piotrkowice (1701–1803 i 1809–1822 (zabór rosyjski); świętokrzyskie)
- Prosperów (1701 jako Starostów; w 1820 włączony do Zawichostu; świętokrzyskie)
- Rawa (1531; lubelskie)
- Ryki (1782; od 1957 znów miasto; lubelskie)

### 1784
- Alwernia (1778–1784 i od 1808; 1855 – miasteczko; 1868 – wieś targowa; 1879 – miasteczko; małopolskie)
- Andrychów (1767; 1784 – miasteczko; 1818 – miasto; 1868 – miasteczko; od 1933 znów miasto; małopolskie)
- Babice nad Sanem (1484; 1784 – miasteczko; podkarpackie)
- Baligród (1634; 1784 – miasteczko; podkarpackie)
- Baranów Sandomierski (1354; 1784-1933 – miasteczko (gmina miejska); od 1934 znów miasto; podkarpackie)
- Barysz (1559; 1784 – miasteczko (gmina miejska); 1933-1947 znów miasto; TP, Ukraina)
- Biały Kamień (1493; 1784 – miasteczko; LW, Ukraina)
- Bircza (1464; 1784 – miasteczko; 1868 – miasto; od 2024 znów miasto; podkarpackie)
- Błażowa (1624–1699 i 1770; 1784 – miasteczko (gmina miejska); od 1933 znów miasto; podkarpackie)
- Bobowa (1399; 1784 – miasteczko; 1818 – miasto; 1868 – miasteczko; od 2009 znów miasto[63]; małopolskie)
- Bolechów (1612; 1784 – miasteczko; 1818 – miasto; 1868 – miasteczko; 1879 – miasto; 1896 – miasteczko (gmina miejska); od 1933 znów miasto; IF, Ukraina)
- Bołszowce (1590; 1784 – miasteczko (gmina miejska); od 1933 znów miasto; IF, Ukraina)
- Borszczów (1629; 1784 – miasteczko (gmina miejska); 1933-1941 znów miasto; TP, Ukraina)
- Buczacz (1379; 1784 – miasteczko; 1879 – miasto; 1910 – miasteczko (gmina miejska); od 1933 znów miasto; TP, Ukraina)
- Budzanów (1549; 1784 – miasteczko (gmina miejska); 1933-1941 znów miasto; TP, Ukraina)
- Bukaczowce (1489; 1784 – miasteczko; od 19?? osiedle; IF, Ukraina)
- Bukowsko (1720; 1784 – miasteczko; 1868 – miasto; 1879 – miasteczko; 1900-1934 – miasto (w gminie wiejskiej); podkarpackie)
- Bursztyn (1554; 1784 – miasteczko (gmina miejska); od 1933 znów miasto; IF, Ukraina)
- Chocimierz (1444; 1784 – miasteczko; IF, Ukraina)
- Chodorów (1394; 1784 – miasteczko (gmina miejska); od 1933 znów miasto; LW, Ukraina)
- Chołojów pocz. (ok. 1650 jako Choło; 1784 – miasteczko; od 1946 Wuzłowe; LW, Ukraina)
- Chorostków (1632; 1784 – miasteczko (gmina miejska); od 1933 znów miasto; TP, Ukraina)
- Cieszanów (1665; 1784-1933 – miasteczko (gmina miejska); od 1934 znów miasto; podkarpackie)
- Czernelica (ok. 1575; 1784 – miasteczko; od 1940 osiedle; IF, Ukraina)
- Czudec (1427; 1784 – miasteczko; podkarpackie)
- Dąbrowa Tarnowska (1698; 1784 – miasteczko (gmina miejska); od 1933 znów miasto; małopolskie)
- Delatyn (1400; 1784 – miasteczko (gmina miejska); 1933-1941 znów miasto; IF, Ukraina)
- Dębica (1358; 1784 – miasteczko; 1914 – miasto; podkarpackie)
- Dębowiec (1349 jako Dębowy Dział; 1784 – miasteczko; podkarpackie)
- Dobrotwór (1472; 1784 – miasteczko; 1879 – miasto; 1896 – miasteczko; od 1959 osiedle; LW, Ukraina)
- Dolina (1431; 1784 – miasteczko; 1879 – miasto; IF, Ukraina)
- Dukla (1380; 1784 – miasteczko; 1818 – miasto; 1868-1933 – miasteczko (gmina miejska); od 1934 znów miasto; podkarpackie)
- Dunajów (1424; 1784 – miasteczko; LW, Ukraina)
- Firlejów (1570 jako Maciejów; 1784 – miasteczko; 1808 – wieś; 1855 – miasteczko; od 1948 Lipówka; IF, Ukraina)
- Fredropol (1720; 1784 – miasteczko; 1879 – wieś; 1896 – miasteczko; podkarpackie)
- Frysztak (1366 jako Wisłok; 1784 – miasteczko; 1855 – miasto; 1868 – miasteczko; podkarpackie)
- Głogów Małopolski (1570; 1784–1909 miasteczko; 1909-1933 – miasteczko (gmina miejska); od 1934 znów miasto; podkarpackie)
- Gołogóry (1469; 1784 – miasteczko; LW, Ukraina)
- Gorlice (1401; 1784 – miasteczko; 1889 – miasto; małopolskie)
- Gródek (1784 – miasteczko; TP, Ukraina)
- Grzymałów (1720; 1784 – miasteczko (gmina miejska); 1933-1941 znów miasto; TP, Ukraina)
- Gwoździec (1540; 1784 – miasteczko; od 1940 osiedle; IF, Ukraina)
- Hussaków (1525; 1784 – miasteczko; LW, Ukraina)
- Jabłonów (1602; 1784 – miasteczko; od 19?? osiedle; IF, Ukraina)
- Jaćmierz (1437; 1784 – miasteczko; 1868>> miasto; 1879 – miasteczko; 1900-1934 – miasto (w gminie wiejskiej); podkarpackie)
- Jagielnica (1518; 1784 – miasteczko (gmina miejska do 1934); TP, Ukraina)
- Janów (?; 1784 – miasteczko; 1940-60 Janów Trebowelski; od 1960 Dołyna; TP, Ukraina)
- Janów Lwowski (1611; 1784-1933 – miasteczko (gmina miejska); 1934-1941 znów miasto; obecna nazwa Iwano-Frankowe; LW, Ukraina)
- Jarczów (1775; 1784 – miasteczko (cyrkuł zamojski); 1809-1869 miasto (zabór rosyjski); lubelskie)
- Jasło (1366; 1784 – miasteczko; 1808 – miasto; podkarpackie)
- Jawornik Polski (1472; 1784 – miasteczko; od 2024 znów miasto; podkarpackie)
- Jedlicze (1768; 1784 – miasteczko; 1879 – wieś; 1896 – miasteczko; 1959–1966 osiedle; od 1967 znów miasto; podkarpackie)
- Jezierna (1542; 1784 – miasteczko; TP, Ukraina)
- Jezupol (1591 jako Czeszybiesy; 1784 – miasteczko; od 1940 osiedle; 1940–2003 pod nazwą Żowteń; IF, Ukraina)
- Jodłowa (1765; 1784 – miasteczko; podkarpackie)
- Kalwaria Zebrzydowska (1617; 1784 – miasteczko (gmina miejska); od 1933 znów miasto; małopolskie)
- Kańczuga (1441; 1784-1933 – miasteczko (gmina miejska); od 1934 znów miasto; podkarpackie)
- Knihynicze (1563; 1784 – miasteczko; IF, Ukraina)
- Kolbuszowa (1690; 1784 – miasteczko ; od 1933 znów miasto; podkarpackie)
- Kołaczyce (1358; 1784 – miasteczko; 1855 – miasto; 1868 – miasteczko; od 2010 znów miasto; województwo podkarpackie)
- Komarów (1748; 1784 – miasteczko (cyrkuł zamojski); 1809-1869 miasto (zabór rosyjski); lubelskie)
- Kopyczyńce (1564; 1784–1908 miasteczko; 1908–1933 – miasteczko (gmina miejska); od 1933 znów miasto; TP, Ukraina)
- Korolówka (1784-1868 i 1879-1896 – mko; TP-UA)
- Kosów Huculski (1654; 1784 – miasteczko (gmina miejska); od 1933 znów miasto; IF, Ukraina)
- Krakowiec (1520; 1784-1933 – miasteczko (gmina miejska); 1934-1941 znów miasto; LW, Ukraina)
- Krasiczyn (1620; 1784 – miasteczko; 1879 – wieś; 1896 – miasteczko; podkarpackie)
- Krasnobród (1572; 1784 – miasteczko (cyrkuł zamojski); 1809-1869 miasto (zabór rosyjski); od 1994 znów miasto; lubelskie)
- Krościenko (1348 jako Crosno; 1784 – miasteczko; w latach 1973–1982 część miasta Szczawnica-Krościenko, od 1982 samodzielna wieś gminna, obecnie pod nazwą Krościenko nad Dunajcem; małopolskie)
- Krukienice (1490; 1784 – miasteczko; LW, Ukraina)
- Kryłów (1523; 1784 – miasteczko (cyrkuł zamojski); 1809-1869 miasto (zabór rosyjski); lubelskie)
- Krystynopol (1695; 1784 – miasteczko; 1879 – miasto; 1896 – miasteczko; od 1951 znów miasto pod nazwą Czerwonogród; LW, Ukraina) – do 1951 w Polsce
- Krzywcza (1398; 1784 – miasteczko; podkarpackie)
- Krzywcze Górne (?; 1784 – miasteczko; 1879 – miasto; 1896 – miasteczko; TP, Ukraina)
- Kudryńce (1518; 1784 – miasteczko; 1879 – wieś; 1896 – miasteczko; TP, Ukraina)
- Kukizów (1538; 1784 – miasteczko; LW, Ukraina)
- Kulików (1469; 1784 – miasteczko (gmina miejska); 1933-1941 znów miasto; LW, Ukraina)
- Kułaczkowce (1784 – miasteczko; IF, Ukraina)
- Laszki Murowane (1560; 1784 – miasteczko; 1879 – wieś; 1896 – miasteczko; 1910 – wieś; przed 1921 – miasteczko; LW, Ukraina)
- Leszniów (1471?; 1784 – miasteczko; LW, Ukraina)
- Limanowa (1565; 1784-1933 – miasteczko (gmina miejska); od 1934 znów miasto; małopolskie)
- Lipsko (1620; 1784 – miasteczko; podkarpackie)
- Lubycza Królewska (1764; 1784 – miasteczko; od 2016 znów miasto; lubelskie)
- Lutowiska (1742; 1784 – miasteczko; podkarpackie)
- Łaszczów (1549 jako Prawda; 1784 – miasteczko (cyrkuł zamojski); 1809-1869 miasto (zabór rosyjski); lubelskie)
- Łaszczówka (1648 (cyrkuł zamojski); lubelskie)
- Łysiec (1652 jako Moczara; 1784 – miasteczko; 1879 – miasto; 1896 – miasteczko; od 19?? osiedle; IF, Ukraina)
- Magierów (1595; 1784 – miasteczko; od 1940 osiedle; LW, Ukraina)
- Markopol (1628; 1784 – miasteczko; 1879 – wieś; 1896 – miasteczko; LW, Ukraina)
- Mierżączka (1628; obecnie część Wieliczki; małopolskie)
- Mikołajów Lwowski (1670; 1784 – miasteczko; 1818 – wieś; 1855 – wieś; LW, Ukraina)
- Mikołajów nad Dniestrem (1578; 1784 – miasteczko; 1868 – miasto; 1896 – miasteczko; 1910 – miasto; 1914 – miasteczko (gmina miejska); od 1933 znów miasto; LW, Ukraina)
- Monasterzyska (1454; 1784 – miasteczko (gmina miejska); od 1933 znów miasto; TP, Ukraina)
- Mosty Małe (1750; – wieś (cyrkuł zamojski); lubelskie)
- Mosty Wielkie (1549; 1784 – miasteczko (gmina miejska); od 1933 znów miasto; LW, Ukraina)
- Mrzygłód (1431; 1784 – miasteczko; 1869 – miasto; 1879 – miasteczko; 1900–1934 – miasto (w gminie wiejskiej); podkarpackie)
- Nadwórna (1591; 1784 – miasteczko (gmina miejska); od 1933 znów miasto; IF, Ukraina)
- Narol (1672 jako Florianów; 1784 – miasteczko; 1879 – miasto; 1896 – miasteczko; od 1996 znów miasto; podkarpackie)
- Nawaria (1578; 1784 – miasteczko; LW, Ukraina)
- Niemirów Lwowski (1580); 1784 – miasteczko (gmina miejska); 1933-1941 znów miasto; LW, Ukraina)
- Niepołomice (1776; 1784 – miasteczko (gmina miejska); od 1933 miasto; małopolskie)
- Niżankowice (1431; 1784 – miasteczko (gmina miejska do 1934); LW, Ukraina)
- Niżniów (1508; 1784 – miasteczko; IF, Ukraina)
- Nowa Góra (1509; 1784-1914 mko; małopolskie)
- Nowotaniec (1444; 1784 – miasteczko; 1868 – miasto; 1879 – miasteczko; 1900–1934 – miasto (w gminie wiejskiej); podkarpackie)
- Obertyn (1449; 1784 – miasteczko; od 19?? osiedle; IF, Ukraina)
- Oleszyce (1578; 1784 – miasteczko; 1879 – miasto; 1896 – miasteczko; od 1989 znów miasto; podkarpackie)
- Osiek Jasielski (1363; 1784 – miasteczko; 1868 – miasto; 1878 – miasteczko; 1900–1934 – miasto (w gminie wiejskiej); podkarpackie)
- Otynia (1753; 1784 – miasteczko (gmina miejska); 1933-1941 znów miasto; IF, Ukraina)
- Peczeniżyn (1443; 1784 – miasteczko (gmina miejska); 1933-1941 znów miasto; IF, Ukraina
- Pistyń (1756; 1784 – miasteczko; IF, Ukraina)
- Piwniczna (Zdrój) (1348; 1784 – miasteczko; 1818 – miasto; 1868 – miasteczko; 1879 – miasto; 1896 – miasteczko; od 1933 znów miasto; małopolskie)
- Płazów (1614; 1784 – miasteczko; podkarpackie)
- Podgrodzie (?; 1784 – miasteczko; 1808 – wieś; 1855 – miasteczko; IF, Ukraina)
- Podkamień (Cetnerowski) (1441; 1784 – miasteczko; od 1940 osiedle; LW, Ukraina)
- Potok Złoty (1601; 1784 – miasteczko; od 1984 osiedle; TP, Ukraina)
- Potoki (1763; 1784 – wieś (cyrkuł zamojski); lubelskie)
- Potylicz (1498; 1784 – miasteczko; LW, Ukraina)
- Pruchnik (1436; 1784 – miasteczko; od 2011 znów miasto; podkarpackie)
- Przecław (1419; 1784 – miasteczko; od 2010 znów miasto; podkarpackie)
- Przemyślany (1623; 1784 – miasteczko (gmina miejska); od 1933 znów miasto; LW, Ukraina)
- Rachanie (1426; 1784 – wieś (cyrkuł zamojski); 1809-1820 miasto (zabór rosyjski); lubelskie)
- Radomyśl nad Sanem (1556; 1784 – miasteczko; podkarpackie)
- Radomyśl Wielki (1581; 1784-1933 – miasteczko (gmina miejska); od 1934 znów miasto; małopolskie)
- Radymno (1431; 1784-1933 – miasteczko (gmina miejska); od 1934 znów miasto; podkarpackie)
- Radziechów (1493; 1784 – miasteczko (gmina miejska); od 1933 znów miasto; IF, Ukraina)
- Rawa Ruska (1455; 1784 – miasteczko (gmina miejska); od 1933 znów miasto; LW, Ukraina)
- Rozdół (1745; 1784 – miasteczko (gmina miejska); 1933–1941 znów miasto; LW, Ukraina)
- Rozwadów (1693; 1784 – miasteczko (gmina miejska); od 1933 znów miasto; od 1973 dzielnica Stalowej Woli; podkarpackie)
- Rożniatów (?; 1784 – miasteczko (gmina miejska); 1933–1941 znów miasto; IF, Ukraina)
- Rybotycze (1494; 1784 – miasteczko; 1818 – miasto; 1879 – miasteczko; 1900–1934 – miasto (w gminie wiejskiej); podkarpackie)
- Rzochów (1386; 1784 – miasteczko; od 1985 dzielnica Mielca; podkarpackie)
- Sasów (1615; 1784 – miasteczko (gmina miejska); 1933-1941 znów miasto; LW, Ukraina)
- Sieniawa (1672; 1784-1933 – miasteczko (gmina miejska); od 1934 znów miasto; podkarpackie)
- Skierbieszów (1456; 1784 – miasteczko (cyrkuł zamojski); 1809-1822 miasto (zabór rosyjski); lubelskie)
- Sokołów Małopolski (1569; 1784 – miasteczko (gmina miejska); od 1933 znów miasto; podkarpackie)
- Sokołówka (1685; 1784 – miasteczko; LW, Ukraina)
- Stanisławczyk (1626?; 1784 – miasteczko; LW, Ukraina)
- Stojanów (1547; 1784 – miasteczko; LW, Ukraina)
- Stratyn (1671; 1784 – miasteczko; IF, Ukraina)
- Strusów (1434?; 1784 – miasteczko; TP, Ukraina)
- Strzeliska Nowe (1513; 1784 – miasteczko; od 19?? osiedle; LW, Ukraina)
- Strzyżów (1419; 1784 – miasteczko (gmina miejska); od 1933 znów miasto; podkarpackie)
- Szczepanów (1761-1784; 1784-1818 i 1855-1868 – mko; małopolskie)
- Szczurowice (1648; 1784 – miasteczko; LW, Ukraina)
- Skałat (1600 jako Dębno; 1784 – miasteczko; 1818 – miasto; 1868 – miasteczko; 1879 – miasto; 1896 – miasteczko (gmina miejska); od 1933 znów miasto; TP, Ukraina)
- Świrz (1427; 1784 – miasteczko; LW, Ukraina)
- Tarnobrzeg (1593; 1784 – miasteczko (gmina miejska); od 1933 znów miasto; podkarpackie)
- Tarnoruda (1578?; 1784 – miasteczko; TP, Ukraina)
- Tartaków (1685; 1784 – miasteczko; 1879 – miasto; 1896 – miasteczko; LW, Ukraina)
- Tłumacz (1448; 1784 – miasteczko (gmina miejska); od 1933 znów miasto; IF, Ukraina)
- Toporów (1450; 1784 – miasteczko; LW, Ukraina)
- Touste (1720; 1784 – miasteczko; IF, Ukraina)
- Turka (1730; 1784 – miasteczko (gmina miejska); od 1933 znów miasto; LW, Ukraina)
- Tyczyn (1368; 1784 – miasteczko (gmina miejska); od 1933 znów miasto; podkarpackie)
- Tylicz (1363-XVI w. jako Miastko; 1612-1784 jako Tylicz; 1784 – miasteczko; małopolskie)
- Tymbark (1353 jako Jodłowa Góra; 1784 – miasteczko; małopolskie)
- Tyrawa Wołoska 1707; 1784 – miasteczko; 1879 – wieś; 1896 – miasteczko; podkarpackie)
- Uchanie (1596; 1784 – miasteczko (cyrkuł zamojski); 1809–1869 miasto (zabór rosyjski); lubelskie)
- Uhnów (1462; 1784 – miasteczko (gmina miejska); od 1933 znów miasto; w 1952 do ZSRR; LW, Ukraina)
- Ulanów (1616; 1784–1905 – miasteczko, 1905–1934 – miasteczko (gmina miejska); od 1958 znów miasto; podkarpackie)
- Ustrzyki Dolne (1727; 1784 – miasteczko (gmina miejska); 1933–1945 i od 1952 znów miasto[41]; podkarpackie)
- Ułaszkowce (1701; 1784 – miasteczko; IF, Ukraina)
- Uście Biskupie (1498; 1784 – miasteczko; obecnie Uście; IF, Ukraina)
- Uście Zielone (1548; 1784 – miasteczko; IF, Ukraina)
- Uścieczko (1661; 1784 – miasteczko; IF, Ukraina)
- Waręż (1538; 1784 – miasteczko; LW, Ukraina) – do 1951 w Polsce
- Wielkie Oczy (1671; 1784 – miasteczko; podkarpackie)
- Witków Nowy (?; 1784 – miasteczko; obecnie Nowy Witków; LW, Ukraina)
- Wojniłów (1552; 1784 – miasteczko; od 1960 osiedle; IF, Ukraina)
- Zabłotów (1455; 1784 – miasteczko (gmina miejska); 1933–1941 znów miasto; IF, Ukraina)
- Załoźce (1511; 1784 – miasteczko; 1818 – miasto; 1868 – miasteczko; 1879 – miasto; 1896 – miasteczko (gmina miejska); od 1933 znów miasto; TP, Ukraina)
- Zarszyn (1395; 1784 – miasteczko; 1878 – miasto; 1880 – wieś; 1900 – miasto; podkarpackie)
- Zborów (1639; 1784 – miasteczko (gmina miejska); od 1933 znów miasto; TP, Ukraina)
- Żabno (1385; 1784–1908 – miasteczko; 1908–1933 – miasteczko (gmina miejska); od 1934 znów miasto; małopolskie)
- Żmigród Nowy (1373; 1784 – miasteczko; 1879 – miasto; 1896 – miasteczko; od 1968 nazwa Nowy Żmigród; PK; podkarpackie)
- Żołynia (1740; 1784 – miasteczko; podkarpackie)
- Żórawno (1563; 1784 – miasteczko (gmina miejska); 1933–1941 znów miasto; LW, Ukraina)

## Zabór pruski (1772–1807 i 1815–1918)

### 1907
19 grudnia 1907
- Baranów (1426; wielkopolskie)

8 lipca 1907
- Mielżyn (1517-XVII w., 1763; wielkopolskie)

### 1905
- Kurzętnik[132] (1330; warmińsko-mazurskie)

### 1895
16 maja 1895
- Dubin (1284 (lokacja nieudana); 1426; wielkopolskie)

### 1892
18 lipca 1892
- Zaborowo (20 III 1644; od 1977 dzielnica Leszna; wielkopolskie)

### 1888
8 sierpnia 1888
- Łopienno (1519; wielkopolskie)

### 1886
9 lipca 1886
- Łekno (1370; wielkopolskie)

### 1883
- Kębłowo (1320–1797 i od 1807; wielkopolskie)

### 1880
- Kiszkowo (1395; wielkopolskie)

### 1874
- Kamionna (1402–1582 i od 1638; wielkopolskie)

14 października 1874
- Kwieciszewo (1326–1331, 1342; kujawsko-pomorskie)

### 1872
- Hel (1378; od 1963 znów miasto; pomorskie)

### 1871
29 lipca 1871
- Mieszków (1777; wielkopolskie)

28 lutego 1871
- Wylatowo (1388; kujawsko-pomorskie)

### 1870
1 lipca 1870.
- Szaromyśl (1804; obecnie Trzemeszno Lubuskie; lubuskie)

### 1869
5 kwietnia 1869
- Żydowo (27 XI 1752; wielkopolskie)

### 1859
- Nowy Most (1781; obecnie Wartosław; wielkopolskie)

### 1857
23 grudnia 1857
- Radolin (13 I 1759; wielkopolskie)
- Żerniki (1298; kujawsko-pomorskie)

### 1855
- Nowy Trzciel (1723; włączone 1888 do Trzciela; lubuskie)

### 1833
- Podgórz (1611, ponownie miasto 1924–1938; w 1938 włączony do Torunia; kujawsko-pomorskie)

11 grudnia 1833
- Kowalewo Pomorskie (1275, od 1929 znów miasto; kujawsko-pomorskie)

### 1818
14 lutego 1818
- Chełm (Stolzenberg; 1772–1818; obecnie w granicach Gdańska; pomorskie)

### 1801
Nowy Śląsk:
- Nakło (1746; śląskie)
- Niwka (1787–1801; od 1953 w granicach Sosnowca; śląskie)
- Modrzejów (1706–1801 – zabór pruski od 1795, i 1809–1870 – zabór rosyjski; od 1915 w granicach Sosnowca; śląskie)
- Żarki (1382–1662, 1720–1801 – zabór pruski od 1795, i 1809–1870 – zabór rosyjski; od 1949 znów miasto; śląskie)

### 1800
Prusy Południowe:
- Chwaliszewo (1444; od 1800 dzielnica Poznania; wielkopolskie)
- Kaźmierz (1458; wielkopolskie)
- Kobyla Góra (1509 wielkopolskie)[144]
- Łąkoszyn (1441; od 1929 dzielnica Kutna; łódzkie)
- Ostrówek (1444; od 1800 dzielnica Poznania; wielkopolskie)
- Piotrowo (1602; od 1800 dzielnica Poznania; wielkopolskie)
- Radzimin (1786; ob. zanikła część wsi Żurawia; kujawsko-pomorskie)
- Sokolniki (1726–1800 i 1808–1825; do 1791 jako Frydrychsztat; łódzkie)
- Śródka (1231–1253 jako Poznań, 1288–1800; od 1800 dzielnica Poznania; wielkopolskie)
- Żytno (1441; łódzkie)

Prusy Nowowschodnie:
- Niemirów (1616–1800 i 1808 miasto – 1875–1934 miasteczko; podlaskie)
- Osowiec (1724; podlaskie)
- Rudka (1775; podlaskie)
- Trzcianne (XVIII wiek; 1875–1934 miasteczko podlaskie)

### 1797
1 czerwca 1797
- Przemęt (1210 (nieudana), 1311; wielkopolskie)
- Stobnica (1458; wielkopolskie)

brak daty (1797)
- Karniszyn (1519–1660 i 1777–1797; mazowieckie)
- Święty Marcin (1540; od 1797 dzielnica Poznania; wielkopolskie)
- Święty Wojciech (1540; od 1797 dzielnica Poznania; wielkopolskie)
- Wenetowo (1593; od 1797 dzielnica Poznania; wielkopolskie)
- Wymykowo (1622; od 1797 dzielnica Poznania; wielkopolskie)

### 1794
- Grzymiszew (1498; wielkopolskie)
- Korab (1566; wielkopolskie)
- Nowa Wschowa (15 III 1633; włączona 1794 do Wschowy; lubuskie)
- Nowe Rogoźno (1750; włączone między 1794 a 1800 do Rogoźna; wielkopolskie)
- Trzemeszno-Nowe Miasto (1765; włączone 1794 do Trzemeszna; wielkopolskie)

### 1793
- Działyń (1777; wielkopolskie)

### 1786
22 sierpnia 1786 
- Szubin-Nowe Miasto (włączone 1786 do Szubina; kujawsko-pomorskie)

### 1772
- Chodzież-Nowe Miasto (1719; włączone 1772 do Chodzieży; wielkopolskie)
- Trzcianka-Nowe Miasto (1762; włączone 1772 do Trzcianki; wielkopolskie)

## Ziemie pruskie i niemieckie (do 1945)

### 1939
1 października 1939
- Dąbie[146] (Altdamm; 1260–1816, 1826–1939 i 1945–1948; w granicach Szczecina 1816–1926, 1939–1945 i od 1948; zachodniopomorskie)
- Police (Pölitz; 1260-1321, 1808-1939 i od 1945; w granicach Szczecina 1321–1808 i 1939–1945; zachodniopomorskie)

### 1931
16 maja 1931
- Łagów (Lagow; 1809; lubuskie)

### 1928
1 listopada 1928
- Dobroszyce (Juliusburg; 1663; dolnośląskie)

1 kwietnia 1928
- Psie Pole (Hundsfeld; 1408; od 1928 w granicach Wrocławia; dolnośląskie)

### 1926
- Oliwa (Oliwa; 1874–1926; od 1926 w granicach Gdańska; pomorskie)

### 1900
1 kwietnia 1900
- Grabowo (Grabow; 1855[149]; od 1900 w granicach Szczecina, zachodniopomorskie)

### 1890
13 października 1890
- Bolesławów (Wilhelmsthal; 1581; dolnośląskie)

### 1874
- Cieplice Śląskie-Zdrój (Warmbrunn, Bad Warmbrunn; 1761, 1809, 1874 – lokacje chybione; 1935–1976; od 1976 w granicach Jeleniej Góry; dolnośląskie)

### 1873
20 listopada 1873
- Trzebiechów (Trebschen; 1707); lubuskie

### 1850
- Prószków (Proskau; 1560-1742, 1809–1850 i od 2004; opolskie)

### 1842
- Gozdnica (Freiwaldau; 1315–1439, 1554–1842 i od 1967; lubuskie)

### 1830
- Iłowa (Halbau; 1679–1830 i od 1962; lubuskie)

### 1816
- Dąbie[146] (Altdamm; 1260–1816, 1826–1939 i 1945–1948; w granicach Szczecina 1816–1926, 1939–1945 i od 1948; zachodniopomorskie)

### 1815
- Pobiedna (Wigandsthal; 1667; dolnośląskie)
- Złotniki Lubańskie (Goldentraum; 1677; dolnośląskie)

### 1809
- Ciechanowice (Rudelstadt; 1754; dolnośląskie)
- Cieplice Śląskie-Zdrój (Warmbrunn, Bad Warmbrunn; 1761, 1809, 1874 – lokacje chybione; 1935–1976; od 1976 w granicach Jeleniej Góry; dolnośląskie)

### 1800
- Sulików (Nowe Miasto) (Schönberg Neustadt; 1651; dolnośląskie)

### 1761
- Cieplice Śląskie-Zdrój (Warmbrunn, Bad Warmbrunn; 1761, 1809, 1874 – lokacje chybione; 1935–1976; od 1976 w granicach Jeleniej Góry; dolnośląskie)

### 1742(reforma miejska)
Źródło:
- Bieruń (Berun; 1387–1742, 1865–1975 jako Alt Berun / Bieruń Stary i od 1991; 1975–1990 w granicach Tychów; śląskie)
- Bobrowice (Bobersberg; XV w. – lokacja nieudana), 1666–1742 i 1809–1945; lubuskie)
- Borów (Markt Bohrau; 1292–1742; dolnośląskie)
- Bralin (Bralin; 1523-1572, 1650-1658 i 1709–1742; wielkopolskie)
- Chocianów (Kotzenau; 1713–1742 i od 1895[153]; dolnośląskie)
- Cieszków (Freyhan; 1489–1742; dolnośląskie)
- Cerekwica (Zirkwitz; 1252–1742; dolnośląskie)
- Goszcz (Goschütz; 1650–1742; dolnośląskie)
- Konotop (Konotopp; 1706–1742; lubuskie)
- Korfantów (Friedland in Oberschlesien; 1335–1742, 1867–1945 i od 1993; opolskie)
- Kostomłoty (Kostenblut; 1254–1278, 1614–1635 i 1692-1742; dolnośląskie)
- Krzanowice (Kranowitz; 1265–1742 i od 2000; śląskie)
- Leśnica (Deutsch Lissa; 1261–1742; od 1928 w granicach Wrocławia; dolnośląskie)
- Lubiąż (Leubus; 1249–1742; dolnośląskie)
- Miasteczko Śląskie (Georgenberg; 1561–1742, 1866–1945 (w latach 1958–1963 osiedle miejskie), 1963–1975 (w latach 1975–1994 w granicach Tarnowskich Gór) i od 1995; śląskie)
- Michałów (Michelau; 1615–1742; opolskie)
- Miedzianka (Kupferberg; 1519–1742 i 1809–1945; dolnośląskie)
- Miedzianka-Dolne Miasto (Kupferberg Niederstadt; 1562–1742; od 1742 w granicach Miedzianki; dolnośląskie)
- Mysłowice (Myslowitz; 1360–1742 i od 1861; śląskie)
- Nietkowice (Deutsch Nettkow; 1520–1742 lubuskie)
- Nowa Cerekwia (Deutsch Neukirch; 1300–1742; opolskie)
- Ołobok (Mühlbock; 1262–1410 i 1500–1742; lubuskie)
- Opawica (Troplowitz; 1410–1742; opolskie)
- Pilchowice (Pilchowitz; 1300–1742; śląskie)
- Prószków (Proskau; 1560–1742, 1809–1850 i od 2004; opolskie)
- Sośnicowice (Kieferstädtel: 1526–1742, 1853–1945 i od 1996; śląskie)
- Strzeleczki (Klein Strehlitz; 1327–1742 i od 2024; opolskie)
- Ścinawa Mała (Steinau in Oberschlesien; 1243–1742; opolskie)
- Wierzbno (Werben; 1257–1325 i 1564–1742; zachodniopomorskie)
- Woźniki (Woischnik; 1310–1742 i od 1858; śląskie)
- Zabór (Saabor; 1681–1742; lubuskie)

### 1736
- Brzeg Dolny (Dyhernfurth; 1663-1736, 1854-1945; od 1954; dolnośląskie)

### 1733
- Czelin (1317–1733; zachodniopomorskie)

### 1658
- Bralin (Bralin; 1523–1572, 1650–1658 i 1709–1742; wielkopolskie)

### 1650(ok.)
- Boleszkowice (Fürstenfelde; 1337 – XVII w. i 1808–1972; zachodniopomorskie)

### 1635
- Kostomłoty (Kostenblut; 1254–1278, 1614–1635 i 1692–1742; dolnośląskie)

### 1631
- Trzebina (Kunzendorf; 1542–1631; opolskie)

### 1627
- Nowa Bytnica (Neu Beutnitz; 1550–1627; obecnie część wsi Bytnica; lubuskie)

### 1622
- Mikołajowice (Nikolstadt; 1345–1622; dolnośląskie)

### 1621
- Chełmsko Śląskie (Schömberg; 1289 – XV w., 1580–1621 i 1629–1945; dolnośląskie)

### 1615
- Lubrza (Liebenau; 1276–1615 i 1857–1945; lubuskie)

### 1608
- Barnówko (Berneuchen; 1317–1608; zachodniopomorskie)
- Górzyca (Göritz an der Oder; 1317–1326, 1375–1608 i 1808–1947; lubuskie)

### 1572
- Bralin (Bralin; 1523–1572, 1650–1658 i 1709–1742; wielkopolskie)

### 1571
- Pełczyce (Nowe Miasto) (Bernstein Neustadt; 1485–1571; zachodniopomorskie)

### 1545
- Szklarska Poręba (Schreiberhau; 1545 – lokacja chybiona; 1959; dolnośląskie)

### 1540
- Czernina (Tschirnau; 1515, 1540 – lokacje chybione; 1584–1945; dolnośląskie)

### 1523
- Świdnica (Schweinitz; 1514–1519 i 1523 – lokacja chybiona; lubuskie)

### 1519
- Świdnica (Schweinitz; 1514–1519 i 1523 – lokacja chybiona; lubuskie)

### 1515
- Czernina (Tschirnau; 1515, 1540 – lokacje chybione; 1584–1945; dolnośląskie)

### 1500(ok.)
- Chełmsko Śląskie (Schömberg; 1289 – XV w., 1580–1621 i 1629–1945; dolnośląskie)
- Krzywnica (Uchtenhagen; 1375; zachodniopomorskie)
- Lubniewice (Königswalde; 1367 – ok. 1500, 1808–1945 i od 1995; lubuskie)
- Nowogródek Pomorski (Neuenburg; 1317; zachodniopomorskie)
- Radzimowice (Altenberg; XV wiek; dolnośląskie)
- Strzmiele (Stramehl; 1276; zachodniopomorskie)

### 1499
- Twardogóra (Festenberg; 1293, 1499 – lokacje chybione; 1650; dolnośląskie)

### 1497
- Szadzko (Saatzig; 1497, lokacja chybiona; zachodniopomorskie)

### 1474
- Wilczyn (Heidewilxen; 1474, lokacja chybiona; dolnośląskie)

### 1467
- Węgorzewo (Angerburg; 1412 – 1467/1468 i od 4 IV 1571; warmińsko-mazurskie)

### 1439
- Gozdnica (Freiwaldau; 1315–1439, 1554–1842 i od 1967; lubuskie)

### 1430
- Międzylesie (Mittelwalde; 1294–1430 i od 1472; dolnośląskie)
- Mieroszów (Friedland in Niederschlesien; 1356–1430 i od 1497; dolnośląskie)
- Złoty Stok (Reichenstein; 1344–1430 i od 1480; dolnośląskie)

### 1428
- Kazimierz (Kasimir; 1393–1428; opolskie)

### 1419
- Jędrzychów (Groß Heinzendorf; 1419 – lokacja chybiona; dolnośląskie)

### 1412
- Rusko (Rauße; 1412 – lokacja chybiona; dolnośląskie)

### 1410
- Ołobok (Mühlbock; 1262–1410 i 1500–1742; lubuskie)

### 1405
- Stare Osieczno (Hochzeit; 1250–1405; lubuskie)

### 1400
- Golenice (Schildberg; 1296–1400; zachodniopomorskie)

### 1350
- Danków (Tankow; 1347–1350; lubuskie)

### 1340
- Baborów (Bauerwitz; 1296–1340 i od 1718; opolskie)

### 1327
- Wrocław (Nowe Miasto) (Breslauer Neustadt; 1263–1327; 1327 w granicach Wrocławia; dolnośląskie)

### 1326
- Górzyca (Göritz an der Oder; 1317–1326, 1375–1608 i 1808–1947; lubuskie)

### 1325
- Trzebień (Lupoldsruh; 1259–1325; zachodniopomorskie)
- Wierzbno (Werben; 1257–1325 i 1564–1742; zachodniopomorskie)

### 1321
- Police (Pölitz; 1260–1321, 1808–1939 i od 1945; w granicach Szczecina 1321–1808 i 1939–1945; zachodniopomorskie)

### 1310
- Świebodzice (Freiburg in Schlesien; 1279–1310 i od 1337; dolnośląskie)

### 1295
- Widuchowa (Fiddichow; 1283–1295 i 1347–1945; zachodniopomorskie)

### 1286
- Koziniec (Löwenstein; 1238–1286; dolnośląskie)
- Przyłęk (Frankenberg; 1241–1286; dolnośląskie)

### 1298
- Stróża (Strause; 1254–1298; dolnośląskie)

### 1295
- Stare Czarnowo (Neumark; 1255–1295; zachodniopomorskie)
- Wełtyń (Woltin; 1245–1295; zachodniopomorskie)

### 1293
- Twardogóra (Festenberg; 1293, 1499 – lokacje chybione; 1650; dolnośląskie)

### 1292
- Przeworno (Prieborn; 1288; dolnośląskie)

### 1278
- Kostomłoty (Kostenblut; 1254–1278, 1614–1635 i 1692–1742; dolnośląskie)

### 1266
- Chlebowo (Sassenburg; 1266 – lokacja chybiona; zachodniopomorskie)

### 1260
- Sławięcice (Slawentzitz; 1246–1260 i 1973–1975; od 1975 w granicach Kędzierzyna-Koźla; opolskie)

### 1257
- Gościkowo (Paradies; 1250–1257; lubuskie)

### 1252
- Zawonia (Schawoine; 1252 – lokacja chybiona; dolnośląskie)

### 1241
- Wrocław (Stare Miasto) (Breslauer Altstadt; 1214–1241; dolnośląskie)

### 1237
- Korytowo (Kürtow; 1237 – lokacja chybiona; zachodniopomorskie)

## I Rzeczpospolita (do 1795)

### 1795
- Kamion (1781; obecnie osiedle w Warszawie; mazowieckie)

### 1791–1794
- Aleksandria (1670; obecnie część Warszawy; mazowieckie)
- Bielino (1757; obecnie część Warszawy; mazowieckie)
- Bożydar-Kałęczyn (1702; obecnie część Warszawy; mazowieckie)
- Golędzinów (1764; obecnie część Warszawy; mazowieckie)
- Grzybów (1650; obecnie część Warszawy; mazowieckie)
- Kapitulna (Zadzikowska) (1638; obecnie część Warszawy; mazowieckie)
- Leszno (1648; obecnie część Warszawy; mazowieckie)
- Nowogrodzka (1745; obecnie część Warszawy; mazowieckie)
- Ordynacka (1739; obecnie część Warszawy; mazowieckie)
- Praga Biskupia (1648; obecnie część Warszawy; mazowieckie)
- Praga Książęca (1655; obecnie część Warszawy; mazowieckie)
- Skaryszew (1641; obecnie osiedle w Warszawie; mazowieckie)
- Solec (1675; obecnie część Warszawy; mazowieckie)
- Tłumackie (1749; obecnie część Warszawy; mazowieckie)
- Wielopole (1693; obecnie część Warszawy; mazowieckie)

### 1793
- Osjaków (1446; od 2024 znów miasto; łódzkie)

### 1792
- Czwartek (1689; od 1792 dzielnica Lublina; lubelskie)
- Nowy Kazimierz (1755; od 1792 dzielnica Lublina, inne nazwy: Piaski, Piaski Żydowskie; lubelskie)
- Podzamcze (1566; od 1792 dzielnica Lublina; lubelskie)
- Słomiany Rynek (1661; od 1792 dzielnica Lublina; inne nazwy: Kalinowszczyzna, Przedmieście Lwowskie; lubelskie)

### 1791
- Augustów (1784; 1794–1954 w granicach Rydzyny; wielkopolskie)
- Biskupie (1673; od 1791 część Krakowa; małopolskie)
- Bogusławowo (20 VIII 1663; włączone przed 1794 do Bojanowa; wielkopolskie)
- Borek (1563; włączony przed 1794 do Ostrzeszowa; wielkopolskie)
- Cierpięgi (1580; także Andrzejów; włączone 1796 do Gniezna; wielkopolskie)
- Grzybowo (1575; włączone 1796 do Gniezna; wielkopolskie)
- Kazimierz Krakowski (1335–1791 i 1794–1801; 1791–1793 i od 1801 część Krakowa; małopolskie)
- Kleparz (1366; od 1791 część Krakowa; małopolskie)
- Koźmin Niemiecki (30 VI 1775; włączony przed 1794 do Koźmina; wielkopolskie)
- Nowa Izbica (1754; włączona przed 1794 do Izbicy; kujawsko-pomorskie)
- Nowa Warszawa (1408; 1791 połączona ze Starą Warszawą w Warszawę; mazowieckie)
- Nowy Grodzisk (2 XI 1593; włączony przed 1793 do Grodziska; wielkopolskie)
- Nowy Koźmin (1518; włączony przed 1793 do Koźmina; wielkopolskie)
- Podzamcze (1673; od 1791 część Krakowa; małopolskie)
- Stara Warszawa (ok. 1300; 1791 wieku połączona z Nową Warszawą w Warszawę; mazowieckie)
- Wójtostwo (1580; włączone 1795 do Gniezna; wielkopolskie)

### 1790
- Rzeczyca (1790, lokacja chybiona; łódzkie)
- Zduńska Wola (1773, lokacja nieudana; od 1825 znów miasto; łódzkie)

### 1788
- Budziszewice (1385–1400, 1407–1579 i 1602–1788; łódzkie)
- Kossów (1406; świętokrzyskie)
- Orłów (1393; łódzkie)
- Stanisławczyk (koniec XVII wieku; podkarpackie)
- Strzyżew (1563; wielkopolskie)
- Wawrzeńczyce (1470–1480 i 1727–1788; małopolskie)

### 1786
- Przerąb (1786, lokacja chybiona; łódzkie)

### 1784
- Mariensztadt (1762; obecnie część Warszawy; mazowieckie)

### 1781
- Stanisławów (1768; obecnie część Warszawy; mazowieckie)
- Babimost (Nowe Miasto) (1652; lubuskie)

### 1779
- Zbuczyn (1720; mazowieckie)

### 1777
- Miastkowo (1736; podlaskie)
- Poniatowo (1520; mazowieckie)
- Rutki (Kościelne) (1760; podlaskie)

### 1776
- Sapieżyńskie (1564; od 1776 dzielnica Poznania; wielkopolskie)

### 1775
- Kałów (1520; łódzkie)

### 1774
- Psarskie (1774, lokacja chybiona; od 1940 dzielnica Poznania; wielkopolskie)

### 1773
- Zduńska Wola (1773, lokacja chybiona; od 1825 znów miasto; łódzkie)

### 1772
- Czersk (1382; od 1926 znów miasto; pomorskie)
- Nekla (1725; od 2000 znów miasto; wielkopolskie)
- Raniżów (1772, lokacja efemeryczna na skutek rozbioru Polski; podkarpackie)
- Zduny Nowe (6 IX 1637, również zwane Zdunami Niemieckimi lub Nowym Miastem; w 1772 połączone ze Zdunami Starymi (Polskimi) w jedno miasto Zduny; wielkopolskie)
- Zduny Stare (1267, również zwane Zdunami Polskimi lub Starym Miastem; w 1772 połączone ze Zdunami Nowymi (Niemieckimi) w jedno miasto Zduny; wielkopolskie)

### 1770
- Nowoświecka (1659; obecnie część Warszawy; mazowieckie)

### 1767
- Tamka-Kałęczyn (1659; obecnie część Warszawy; mazowieckie)

### 1766
- Kamionna (1766; lokacja chybiona; mazowieckie)

### 1765
- Ostromecko (1750; kujawsko-pomorskie)

### 1763
- Rusiec (1609; łódzkie)

### 1761
- Leśna Podlaska (1723; lubelskie)
- Wola Michowa (1733; 1879-1896 miasteczko; podkarpackie)

### 1766
- Nowolipie (1624; obecnie część Warszawy; mazowieckie)
- Parysowska (XVI w.,; obecnie część Warszawy; mazowieckie)
- Szymanowska (1738; obecnie część Warszawy; mazowieckie)
- Wielądka (1 poł. XVIII w.; obecnie część Warszawy; mazowieckie)

### 1764
- Witonia (1728; łódzkie)

### 1752
- Parzynów (1752, lokacja chybiona; wielkopolskie)

### 1759
- Dąbrowa (1759, lokacja chybiona; obecnie część wsi Tuczępy; lubelskie)

### 1750
- Orchówek (1506, ponownie prawa miejskie 1775–1869; w latach 1973–1990 dzielnica Włodawy; lubelskie)

### 1738
- Gończyce (1738; lokacja chybiona; mazowieckie)

### 1734
- Świętojerska (1749; obecnie część Warszawy; mazowieckie)

### 1731
21 kwietnia 1731
- Dziekania (1617; obecnie część Warszawy; mazowieckie)

3 marca 1731
- Wilanów (XVII w., lokacja niezrealizowana; od 1951 część Warszawy; mazowieckie)

### 1728
- Boguchwała (1728, lokacja chybiona; od 2008 znów miasto; podkarpackie)

### 1724
- Skrzeszew (1724, lokacja chybiona; mazowieckie)
- Targowa Górka (1343; wielkopolskie)

### 1720
- Lututów (1406; ponownie miasto 1843–1870; od 2020 znów miasto; łódzkie)

### 1703
- Sieniutowo (20 V 1646; w 1703 włączone do Zdun Nowych (Niemieckich), które w 1772 z kolei połączono ze Zdunami Starymi (Polskimi) w jedno miasto Zduny; wielkopolskie)

### 1702
- Stare Skoszewy (1426 jako Skoszewy; łódzkie)

### 1700(początek XVIII w.)
- Sobótka (Wielka) (1463; utrata praw miejskich na początku XVIII wieku; wielkopolskie)

### 1698
- Gozdów (1548; lubelskie)

### 1695
- Sendomierz (1549; w 1695 włączony do Mińska Mazowieckiego; mazowieckie)

### 1683
- Buczek (1549; łódzkie)

### 1677
- Laskówka (1665; obecnie część Nowego Miasta nad Wartą; wielkopolskie)

### 1676
- Bełżec (1607; lubelskie)
- Waniewo (1510; podlaskie)

### 1674
- Odechów (1537 jako Nowy Targ; mazowieckie)
- Stefanówek (1674 jako Stefanów, lokacja chybiona; świętokrzyskie)

### 1673
- Rembów (1588; świętokrzyskie)

### 1670
- Nowy Dwór Mazowiecki (1374; od 1782 znów miasto; mazowieckie)

### 1662
- Fałków (1340; świętokrzyskie)
- Łęgonice (Małe) (1420; mazowieckie)
- Nieznamierowice (1420; mazowieckie)
- Odrowąż (1399 – lokacja chybiona, 1611–1662 i 1785–1803; świętokrzyskie)
- Ossolin (1636–1662 i 1755–1803; świętokrzyskie)

### 1660
- Karniszyn (1519–1660 i 1777–1797; mazowieckie)
- Lubowidz (1446; od 2019 znów miasto; mazowieckie)
- Wilga (1554; mazowieckie)
- Dokudów (1503 jako Wortel i Lewków; lubelskie)

### 1658
- Wałcz (Nowe Miasto) (1633; zachodniopomorskie)

### 1655
- Lampartopol (1641; obecnie część Kopanicy; wielkopolskie)

### 1654
- Małyń (1549; łódzkie)

### 1650(poł. XII w.)
- Licheń (Stary) (1458; wielkopolskie)
- Oporów (1399; utrata praw miejskich w drugiej połowie XVII wieku; łódzkie)

### 1631
- Tarnówka (1579; wielkopolskie)

### 1629
- Teratyn (1439; lubelskie)

### 1620
- Kwiatków (1579; wielkopolskie)

### 1612
- Mirów (1592; w 1612 włączony do Pińczowa; świętokrzyskie)

### 1600(XVII/XVIII w.)
- Budzynek (1454; łódzkie)
- Toporów (1464/1490; łódzkie)

### 1599
- Miasteczko (1563 jako Stanisławowo; od 1599 dzielnica Poznania; wielkopolskie)

### 1583
- Kamion (1462; łódzkie)

### 1582
- Łańcuchów (1519; lubelskie)
- Trębki (1525; mazowieckie)

### 1580
- Brodnica (1450; wielkopolskie)
- Ciążeń (1251, lokacja chybiona, 1504–1580; wielkopolskie)
- Głęboczek (1458; wielkopolskie)
- Kręcko (Krańsk; 1440; lubuskie)
- Lewice (1458; wielkopolskie)
- Łubowo (1458; wielkopolskie)
- Mchy (1458; wielkopolskie)
- Obrzycko (1458–1580 i 1638–1934; od 1990 znów miasto; wielkopolskie)
- Rogowo (1380–1580 i 1672–1933; kujawsko-pomorskie)
- Rybaki (1563; od 1580 dzielnica Poznania; wielkopolskie)

### 1579
- Budziszewice (1385–1400, 1407–1579 i 1602–1788; łódzkie)
- Dmosin (1430; łódzkie)
- Pacyna (1519; mazowieckie)

### 1578
- Benice (1358, wznowione 1510; wielkopolskie)
- Dłutowo (1532; obecnie Stare Dłutowo; warmińsko-mazurskie)
- Grabowo (1524; podlaskie)
- Rozdrażew (1458; wielkopolskie)

### 1577
- Ostrołęka (1436; mazowieckie)

### 1576
- Bratoszewice (1458; łódzkie)
- Brus (1542; w 1906 włączony do Łodzi; łódzkie)
- Gieczno (1543; łódzkie)
- Goraj (1458; obecnie część wsi Byszew; łódzkie)
- Magnuszew (1377, ponownie prawa miejskie 1776–1870; od 2024 znów miasto; mazowieckie)
- Mniszew (1382; mazowieckie)

### 1566
- Noć (1489; wielkopolskie)

### 1565
- Modrze (1449; wielkopolskie)

### 1563
- Raszyn (1549; mazowieckie)
- Zimin (1507; wielkopolskie)

### 1557
- Kampinos (1414 jako Białe Miasto; w 1489 przemianowany na Capinos, późnej Kampinos; mazowieckie)
- Oleksin (1557, lokacja chybiona; mazowieckie)

### 1550(poł. XVI w.)
- Krzyżanowice (1367; świętokrzyskie)

### 1548
- Borowie (1548, lokacja chybiona; mazowieckie)

### 1540
- Miastków Kościelny (1482; mazowieckie)

### 1539
- Kleczkowo (pocz. XVI w.; mazowieckie)
- Pstrążnik[154] (1426; podlaskie)

### 1535
- Buraków (XVII w., lokacja nieudana; od 1989 część Łomianek; mazowieckie)

### 1533
- Nosków (1510; wielkopolskie)

### 1530
- Zegrze (1400 jako Zgierz; mazowieckie)

### 1529
- Szymbark (1529, lokacja chybiona; małopolskie)

### 1528
- Zambski Kościelne (1428; mazowieckie)

### 1526
- Kalabona (1526, lokacja chybiona; obecnie pod nazwą Zwola Poduchowna; mazowieckie)
- Kozłów (1526, lokacja chybiona; mazowieckie)

### 1523
- Czeszewo (1500; wielkopolskie)
- Mazew (1416 – lokacja niezrealizowana; 1523 – lokacja chybiona; łódzkie)
- Srebrna Góra (1458 jako Srebrna Górka; wielkopolskie)
- Smogulec (1335; wielkopolskie)
- Stępuchowo (1458; wielkopolskie)

### 1520
- Karmin (1458; wielkopolskie)
- Lutynia (1456; wielkopolskie)

### 1519
- Szczyrzyc (1416; obecnie Góra Świętego Jana; małopolskie)

### 1510
- Bytyń (1458; wielkopolskie)
- Potarzyca (1403; wielkopolskie)

### 1508
- Gorzkowice (1494; łódzkie)

### 1505
- Kochów (1333–1354 i 1505, lokacja chybiona; mazowieckie)
- Czaplinek (1334; od 1501 znów miasto; zachodniopomorskie)

### 1499(koniec XV w.)
- Ślubów (1477; mazowieckie)

### 1490
- Budziszewice (1385–1400, 1407–1579 i 1602–1788; łódzkie)
- Bydlin (1404; małopolskie)

### 1480
- Wawrzeńczyce (1470–1480 i 1727–1788; małopolskie)

### 1460
- Stara Nieszawa (1431; obecne miasto Nieszawa powstało jako Nowa Nieszawa w 1460 roku przez przeniesienie Starej Nieszawy (wówczas Nieszawy) 30 km w górę Wisły; obecna nazwa Starej Nieszawy to Dybów, zamek położony na terenie Torunia; kujawsko-pomorskie)

### 1458
- Świnice Warckie (1458, lokacja chybiona; łódzkie)
- Żoń (1427; wielkopolskie)

### 1454
- Gdańsk (Stare Miasto) (1223, w 1454 podporządkowane Gdańskowi (Głównemu Miastu); pomorskie)
- Gdańsk (Młode Miasto) (1380, w 1454 zniszczone; pomorskie)
- Toruń (Nowe Miasto) (1264; w 1454 połączony z Toruniem (Starym Miastem); kujawsko-pomorskie)

### 1439
- Osmolin (1439, lokacja chybiona, oraz 1462–1870; mazowieckie)

### 1425
- Raźny (1425 jako Rączny, lokacja chybiona; mazowieckie)

### 1424
- Skrzydlna (1424, lokacja chybiona; sporadycznie jako Skrzydlsza; małopolskie)

### 1416
- Mazew (1416, lokacja niezrealizowana, 1523, lokacja chybiona; łódzkie)
- Michałowo (przed 1298, od 1416 dzielnica Brodnicy; kujawsko-pomorskie)

### 1415
- Oleszno (1415, lokacja chybiona; świętokrzyskie)

### 1412
- Tarczek (1253; świętokrzyskie)

### 1411
- Uszew (1346; małopolskie)

### 1409
- Mszana Dolna (1346 jako Kinsbark, później Mieścisko; od 1952 znów miasto; małopolskie)

### 1400(pocz. XV w.)
- Domaradz (pocz. XV w., lokacja chybiona; podkarpackie)

### 1399
- Odrowąż (1399 – lokacja chybiona, 1611–1662 i 1785–1803; świętokrzyskie)

### 1364
- Kaszczor (1364, lokacja chybiona; śląskie)

### 1356
- Księte (1356, lokacja chybiona; kujawsko-pomorskie)

### 1354
- Kochów (1333–1354 i 1505, lokacja chybiona; mazowieckie)

### 1346
- Okół (1317; od 1791 część Krakowa; małopolskie)

### 1331
- Giecz (XIII wiek; wielkopolskie)

### 1312
- Gorzędziej (1287; pomorskie)

### 1311
- Kępno (1283–1311; od 1660 znów miasto; wielkopolskie)

### 1308
- Nowe (1301; od 1350 znów miasto; kujawsko-pomorskie)

### 1300(pocz. XIV w.)
- Kotlin (1300, lokacja chybiona; wielkopolskie)
- Ruda (1264; łódzkie)

### 1298
- Stara Brzeźnica (1265; obok Starej Brzeźnicy powstała w 1298 nowa osada Nowa Brzeźnica, do której w tym samym roku przeniesiono miasto, pozostawiając Starą Brzeźnicę bez praw miejskich; łódzkie)

### 1273
- Łubnice (1253; łódzkie)

### 1253
- Śródka (1231–1253 jako Poznań, 1288–1800; od 1800 dzielnica Poznania; wielkopolskie)

### 1260
- Lubawa (1245; od 1326 znów miasto; warmińsko-mazurskie)

### 1251
- Ciążeń (1251 – lokacja chybiona, ponownie miasto 1504–1580; wielkopolskie)

## Lokacje niepewne / niepotwierdzone
- Białogarda (?; pomorskie)
- Brenno (?; wielkopolskie)
- Dąbrowa (1455?; łódzkie)
- Dorohusk (1750, na krótko; lubelskie)
- Gać (1874? jako Sokole Łąki; podlaskie)
- Gawłuszowice (1215 (historycznie niepotwierdzone); podkarpackie)
- Goręczyno (1392; pomorskie)
- Łubienica (1440?; mazowieckie)
- Łupawa (1689?, na krótko; pomorskie)
- Kalwaria Pacławska (XVIII wiek?; podkarpackie)
- Kliczków (1610?; dolnośląskie)
- Międzyleś (?; lubelskie)
- Mieściska (przed 1473?; wielkopolskie)
- Niemysłów (przed 1563?; łódzkie)
- Opatów (XV wiek?, przejściowo; wielkopolskie)
- Orla (przed 1300?; wielkopolskie)
- Poraj (?; łódzkie)
- Przytoczno (1494?; lubelskie)
- Rzgów (?; wielkopolskie)
- Spycimierz (1357? jako Spicymierz, na krótko; łódzkie)
- Stare Pole (1330?, pod nazwą Aldevelt (Altefelde); pomorskie)
- Staw (przed 1331?; łódzkie)
- Szczawin (przed 1339?, na krótko; łódzkie)
- Wenecja (1346?; kujawsko-pomorskie)
- Zassów (?; od 1962 Zasów; podkarpackie)
- Żarków (przed 1300?; lubuskie)